# Intervención extranjera en la guerra civil española
La intervención extranjera en la guerra civil española es el relato del papel que desempeñaron en la guerra civil española los diversos países que intervinieron en favor de uno de los dos bandos enfrentados (la Alemania nazi, la Italia fascista y el Portugal corporativista en favor del bando sublevado; y la Unión Soviética y México en favor del bando republicano, y también el papel que desempeñó la política de «no intervención» seguida por Reino Unido, Francia y Estados Unidos-).
Como ha destacado Enrique Moradiellos, «tanto los testigos y protagonistas de la época (fueran franquistas, republicanos o más o menos neutrales) como los historiadores y analistas posteriores (fueran más proclives a los primeros, a los segundos o a los terceros) han coincidido mayormente (casi diríamos: unánimemente) en este punto clave: esa intervención exterior, bajo la forma de envíos de armas, municiones y combatientes o mediante apoyo financiero, diplomático o logístico, fue un aspecto relevante del conflicto civil español y representó un factor de importancia tanto en su desarrollo efectivo como en su desenlace final».
«Hay una prueba positiva de [la] crucial importancia [de la intervención extranjera en la guerra civil española]: cuando el golpe militar parcialmente fracasado del 17 de julio de 1936 deviene en una verdadera guerra civil (tres días más tarde), ambos bandos contendientes optan por recurrir a la demanda de ayuda extranjera porque, simplemente, carecían de los elementos y pertrechos bélicos necesarios para librar un combate prolongado y de envergadura…Por eso tuvo una importancia crucial y vital la decisión germano-italiana de intervenir en apoyo de las tropas de Franco, salvando una situación gravísima y permitiendo a este retomar la iniciativa estratégica y emprender la ofensiva militar con una seguridad, vigor y contundencia que ya nunca abandonaría. Del mismo modo y con igual carácter crucial y vital, en el crítico mes de octubre de 1936, la decisión soviética de acudir en auxilio material de la República permitió la resistencia de Madrid frente al asedio franquista y sostuvo con posterioridad la estrategia defensiva del bando gubernamental hasta su postrero desplome más de dos años después».

## La dimensión internacional de la guerra civil española
La "guerra de España" (como la llamó la prensa internacional) tuvo una repercusión inmediata en las complicadas relaciones internacionales de la segunda mitad de la década de los años treinta. En Europa existía una pugna política, diplomática, ideológica y estratégica a tres bandas entre las potencias democráticas, Gran Bretaña y Francia; las potencias fascistas, la Alemania de Hitler y la Italia de Mussolini; y comunistas, la Unión Soviética de Stalin; y el "asunto español" fue enfocado por cada Estado europeo desde sus intereses concretos. Francia y Gran Bretaña veían que la "guerra de España" podía complicar aún más el difícil juego estratégico que se desarrollaba a escala europea. "Por ello, la primera orientación de la diplomacia de esas potencias fue la de procurar el aislamiento del conflicto español. A esa táctica obedeció la primera de las grandes medidas internacionales: el acuerdo general sobre la No-Intervención".
Pero los regímenes fascistas europeos (Alemania e Italia) y el Portugal salazarista apoyaron desde el principio a los militares sublevados, mientras que la República desde octubre de 1936 obtuvo el apoyo de la URSS y de las Brigadas Internacionales (también recibió el apoyo casi simbólico de México). Este "apoyo internacional a los dos bandos fue vital para combatir y continuar la guerra en los primeros meses. La ayuda italo-germana permitió a los militares sublevados trasladar el Ejército de África a la Península a finales de julio de 1936 y la ayuda soviética contribuyó de modo decisivo a la defensa republicana de Madrid en noviembre de 1936".
La ayuda italiana y alemana que llegó al bando sublevado desde el inicio se incrementó notablemente a partir de octubre de 1936 cuando comenzaron a llegar al bando republicano la ayuda soviética y las primeras Brigadas Internacionales. A partir de ese momento, que coincide con el inicio de la batalla de Madrid, "la guerra ya no era un asunto interno español. Se internacionalizó y con ello ganó en brutalidad y destrucción. Porque el territorio español se convirtió en campo de pruebas del nuevo armamento que estaba desarrollándose en esos años de rearme, previos a una gran guerra que se anunciaba la Segunda Guerra Mundial".
La Guerra civil española ha sido considerada en muchas ocasiones como el preámbulo de la Segunda Guerra Mundial o como un episodio de la "guerra civil europea" que comenzó en 1914, con la Primera Guerra Mundial y concluyó en 1945 con el final de la Segunda Guerra Mundial. "La guerra civil española fue en su origen un conflicto interno entre españoles... [pero] nunca pudo ser una lucha entre españoles o entre la revolución y la contrarrevolución. Para muchos ciudadanos europeos y norteamericanos, España se convirtió en el campo de batalla de un conflicto inevitable en el que al menos había tres contendientes: el fascismo, el comunismo (o la revolución socialista, anarquista o trotskista) y la democracia. (...) En la guerra civil española combatieron decenas de miles de extranjeros".
Hay un aspecto humanitario de la dimensión internacional de la guerra civil que no hay que olvidar: que la mayoría de las embajadas y legaciones extranjeras de Madrid y algunos consulados de capitales de provincia dieron asilo político a miles de españoles de ambos bandos que se encontraban en peligro de muerte.

## Las ayudas internacionales inmediatas

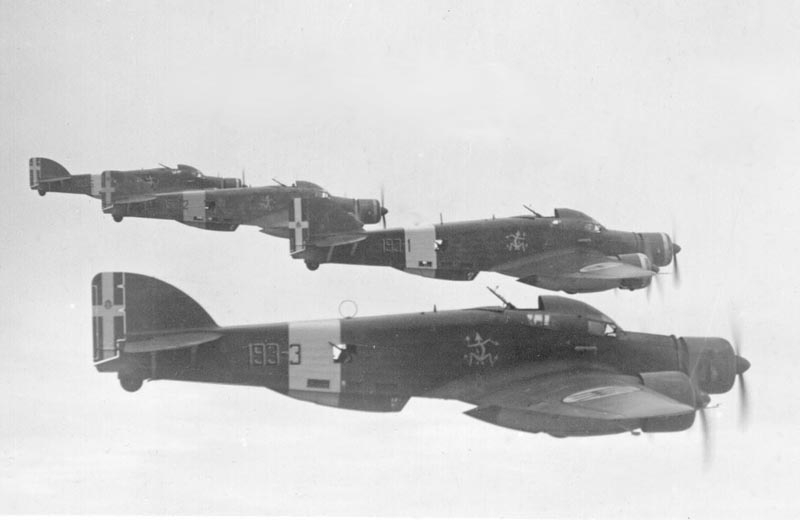
Aviones italianos Savoia-Marchetti SM.79

Ante el fracaso del golpe de Estado de julio de 1936 (en cuanto a la toma inmediata del poder), tanto los sublevados como el gobierno buscaron la ayuda internacional urgente. Los militares sublevados obtuvieron ayuda rápidamente de la Italia fascista y de la Alemania nazi. El mismo 20 de julio de 1936 el general Franco, que se encontraba bloqueado en África y pretendía cruzar el estrecho con las tropas coloniales, envió a Luis Bolín y al marqués de Luca de Tena a Roma para que se entrevistaran con Mussolini para que le proporcionara ayuda aérea (lo mismo hizo el general Mola, por su parte, que envió a Antonio Goicoechea, Luis Zunzunegui y Pedro Sáinz Rodríguez) y diez días después, el 30 de julio, aterrizaban en Nador, en el Protectorado español de Marruecos, nueve aviones Savoia Marchetti de los 12 concedidos a Franco (dos de ellos aterrizaron por error en Argelia, lo que aportó la prueba al gobierno francés de que las potencias fascistas estaban auxiliando a los militares sublevados). Mussolini tomó la decisión de responder afirmativamente a la petición de ayuda del general Franco «cuando se informó de que Hitler iba a apoyar a Franco y una vez comprobado que Francia y Gran Bretaña no iban a intervenir».
A los 12 aviones iniciales de bombardeo Savoia-Marchetti (S81) que partieron de Cerdeña hacia el Marruecos español el 30 de julio de 1936 (de los cuales solo llegaron efectivamente 9), se añadieron el 7 de agosto 27 cazas (junto con 5 tanques, 40 ametralladoras y 12 cañones, además de municiones y gasolina). A este segundo contingente habría que añadir 3 hidroaviones y 6 cazas enviados directamente a Mallorca entre el 13 y el 19 de agosto. Así pues, «la cifra de aviones remitida por Mussolini a Franco antes de cumplirse el mes del inicio de la guerra civil ascendería a 48 aparatos».
El 23 de julio llegaban a Berlín otros emisarios del general Franco (encabezados por Johannes Bernhardt, un comerciante residente en Tetuán y jefe del partido nazi entre la colonia alemana) que se entrevistaron con Adolf Hitler en Bayreuth, quien concedió inmediatamente la ayuda en aviones que se le pedía, iniciando la Unternehmen Feuerzauber (Operación Fuego Mágico) aunque la operación se haría a través de la empresa HISMA, que serviría de tapadera. El 26 de julio —el 29 de julio, según Enrique Moradiellos— llegaron a Marruecos los primeros 20 aviones de transporte alemanes Junkers Ju 52, que se podían convertir fácilmente en bombarderos, acompañados por 6 cazas Heinkel He 51. El 14 de agosto se sumaron otros 6 cazas He51 y 2 Ju52 solicitados «en los primeros días de agosto» por Franco, y a finales de mes llegaron 7 aparatos más, con lo que la suma total ascendería a 41 aviones remitidos por Hitler, que se añadirían a los 48 enviados por Mussolini —en total 89 aparatos—. Con estos aviones Franco pudo organizar un puente aéreo con la península para transportar a los legionarios y a los regulares, y además conseguir la superioridad aérea en el estrecho de Gibraltar. Así, entre finales de julio y mediados de octubre de 1936 fueron llevados a la península más de 13 000 soldados del Ejército de África, además de 270 toneladas de material. Por tanto la situación de bloqueo en que se encontraba el Ejército de África (la principal fuerza de combate con que contaban los sublevados para tomar Madrid, una vez detenidas las columnas del general Mola en la sierra de Guadarrama) se pudo superar gracias a la rápida ayuda que recibieron los sublevados de la Alemania nazi y de la Italia fascista.
Por su parte el gobierno republicano de José Giral solicitó por telegrama en la madrugada del 20 de julio la ayuda de Francia de «armas y aviones» a lo que el presidente del gobierno del Frente Popular francés, el socialista Léon Blum, accedió en principio, pero la tormenta política que montó la derecha francesa cuando se filtró a la prensa la petición le hizo desistir el 25 de julio de hacer efectivo los envíos solicitados. Sin embargo, el factor fundamental en el cambio de actitud del gobierno francés de León Blum fue la posición británica de «neutralidad» en el «asunto español» y de que no respaldaría a Francia si ésta se veía involucrada en una guerra con Alemania a causa de su intervención en la Guerra de España (y para Francia el apoyo británico en caso de guerra era vital). Así pues, «Francia, políticamente muy dividida, tenía que actuar de acuerdo con las posiciones de Gran Bretaña. El Comité de No-Intervención fue una propuesta concreta que hizo la propia Francia el 1 de agosto de 1936».
Sin embargo, cuando el gobierno francés tuvo constancia de que Italia estaba enviando aviones de combate, y antes de que se reuniera el Comité de No Intervención, envió a partir del 7 y 8 de agosto, 13 aviones de caza Dewoitine D.372 (un decimocuarto avión se había estrellado en Francia y fue entregado en noviembre) y 6 bombarderos Potez 540. «Con una particularidad notable que contrastaba con las remesas italo-germanas al enemigo: los aviones tuvieron que ser pagados en efectivo y a precios muy elevados (esto es: no a crédito, como era el caso italo-germano) y fueron entregados desarmados, sin acompañamiento de pilotos y técnicos de mantenimiento y sin mínimo equipamiento para armas (miras, dispositivos de disparo, portabombas)».
Para camuflar la operación, la venta se hizo por mediación de una agencia comercial al periodista español Corpus Barga y se pagó con el dinero obtenido de la reserva de oro española que había sido enviada por avión a París y vendida al Banque de France —el precio fue un 75 % superior al que pagaba el ejército francés por esos aviones, a pesar de que estaban desarmados—. El 26 de agosto otros dos bombarderos desarmados aterrizaron también en Barcelona, un Potez 544 y un Bloch MB.210 camuflados como aviones de transporte pertenecientes a Air France. Poco después, entre el 5 y el 7 de septiembre, se enviaron 5 cazas Loire 46, asimismo desprovistos de armamento. «'Desarmados' no quería decir, como pensaban los españoles, que los aviones llegaran con las armas desmontadas y guardadas en el fuselaje, o que las armas fueran enviadas por separado por carretera o por tren, sino que los cazas venían desprovistos de ametralladoras, soportes para las mismas, cajas y tolvas de municiones, mecanismos de tiro y mecanismos de sincronización (para permitir que las ametralladoras montadas sobre el fuselaje pudieran disparar entre las hélices en movimiento) y de visores de artillería, y que los bombarderos venían a su vez sin soportes para bombas, miras y armas defensivas. No se envió ninguno de estos materiales esenciales y todas las peticiones del gobierno español exigiendo su entrega fueron rechazadas». Por eso hasta el 31 de agosto no hubo ningún avión francés operativo. En esa fecha entraron en acción «los primeros dos Dewoitine, pertrechados con dos viejas ametralladoras Vickers inadecuadas para su colocación sobre las alas del Dewoitine».
En conclusión, en contra de lo afirmado por la historiografía franquista y revisionista, «la intervención francesa no precedió a la italo-germana y tampoco tuvo su misma entidad en volumen y calidad durante esos primeros meses cruciales del conflicto [89 aviones frente a 21, desde el inicio de la sublevación hasta finales de agosto de 1936]. Todo lo contrario, cabe afirmar sin temor a duda historiográfica. De hecho, hasta el comienzo de la vital ayuda militar soviética (a principios de octubre de 1936), la ayuda recibida por Franco de Italia y Alemania superó mucho a la recibida por la República de otras procedencias».
Esta conclusión de Enrique Moradiellos se basa en gran medida en las investigaciones de Gerald Howson quien afirma que «durante el período del 8 de agosto al 30 de septiembre, durante el cual los republicanos consiguieron 26 aviones entregados de este modo [desarmados, sin medios para instalar las armas y sin piezas de recambio, pilotos entrenados ni artilleros], los nacionales recibieron de Alemania e Italia 141 aviones militares, completados con sus armas, municiones, recambios, tripulaciones entrenadas y una estructura de mando. De éstos, unos 120 estuvieron listos para cubrir al Ejército de Franco durante la marcha sobre Madrid. Este hecho, en lugar de la supuesta "mala calidad" de los aviones franceses (que en cierto sentido eran superiores a sus equivalentes alemanes e italianos), explica por qué la fuerza aérea republicana activa en la zona central había sido destruida casi por completo cuando los rusos entraron en escena a finales de octubre».

## El "Comité de No Intervención"

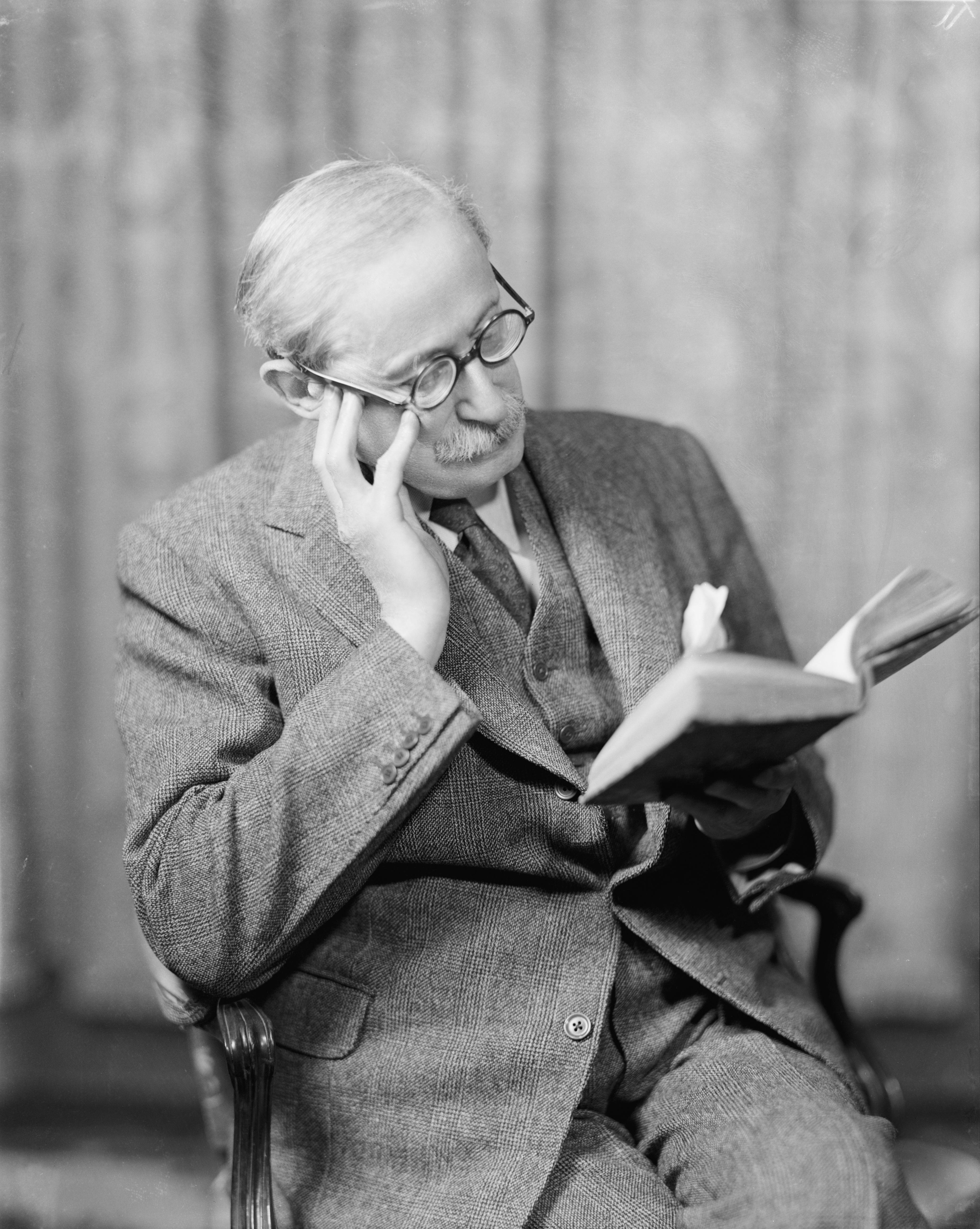
Leon Blum en 1946

Francia y Gran Bretaña veían que la "guerra de España" podía complicar aún más la situación entre los países europeos y terminar en una gran guerra mundial. «Por ello, la primera orientación de la diplomacia de esas potencias fue la de procurar el aislamiento del conflicto español. A esa táctica obedeció la primera de las grandes medidas internacionales: el acuerdo general sobre la No-Intervención al que se sumaron 27 países de Europa, que nunca se plasmó en un documento escrito, y el establecimiento como consecuencia de ello de un Comité de No Intervención con sede en Londres».
La "no intervención" estuvo determinada por la política británica de "apaciguamiento" (appeasement policy) de la Alemania nazi, a la que se vio arrastrada el gobierno del "Frente Popular" de Francia, que sólo contaba con los británicos ante una posible agresión alemana. Además en Gran Bretaña las simpatías del gobierno conservador se fueron decantando hacia el bando sublevado, ante en el temor de que España cayera "en el caos de alguna forma de bolchevismo" (en palabras del cónsul británico en Barcelona), especialmente a partir de febrero de 1938 cuando Anthony Eden fue sustituido al frente del Foreign Office por Lord Halifax. Lo contrario sucedía con los laboristas y los sindicatos, además de muchos intelectuales, cuyas simpatías estaban con el bando republicano. La animadversión del gobierno conservador británico hacia el Frente Popular había comenzado antes del inicio de la guerra debido en gran medida a los «distorsionados» informes, despachos y telegramas que envió a Londres el nuevo embajador en Madrid Henry Chilton (que en septiembre de 1935 había sustituido a sir George Grahame, quien al no haberse dejado arrastrar por los prejuicios ideológicos había elaborado unos informes mucho más ponderados y que partían de un mayor conocimiento de la realidad española). Estos informes negativos del embajador Chilton, que coincidían en lo sustancial con los del Servicio de Inteligencia Naval (NIS), se sumaron a los artículos alarmistas que publicaba sobre España la prensa conservadora británica.
Francia, por su parte, que al principio intentó tímidamente ayudar a la República, a la que cobró unos 150 millones de dólares en ayuda militar (aviones, pilotos, etc.), tuvo que someterse a las directrices del Reino Unido y suspender la ayuda (además Francia y Gran Bretaña intentaron desalentar la participación de sus ciudadanos en apoyo de la causa republicana aunque muchos franceses e ingleses fueron a España como voluntarios, entre los que destacaron André Malraux y George Orwell, integrados o no en las Brigadas Internacionales).
La idea de que los principales países europeos firmaran un "Acuerdo de No Intervención en España" partió del gobierno francés de León Blum, dos días después de descubrir el 30 de julio que los fascistas italianos estaban ayudando a los sublevados cuando dos de los aviones enviados por Mussolini al general Franco aterrizaron por error en la colonia francesa de Argelia. La idea del gobierno francés era que ya que no podían ayudar a la República (porque ello supondría abrir un gran conflicto interno en la sociedad francesa y además enturbiaría las relaciones con su aliado "vital", Gran Bretaña), al menos podrían impedir la ayuda a los sublevados (como primera prueba de su determinación en la defensa de la "no-intervención" el gobierno francés cerró la frontera con España el 13 de agosto). El gobierno británico se sumó enseguida al proyecto, aunque el mismo "ponía en el mismo plano a un Gobierno legal y a un grupo de militares rebeldes".

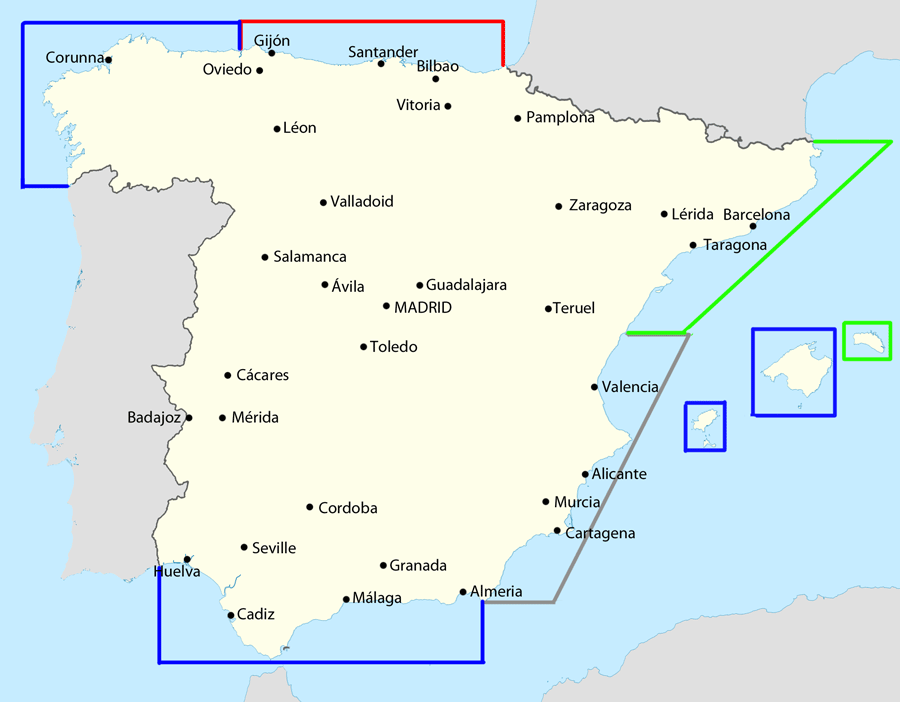
Mapa que muestra las zonas de control de los cuatro países del Comité de No Intervención (rojo: Gran Bretaña; azul: Francia; verde: Italia; gris: Alemania).

A finales de agosto de 1936 los 27 estados europeos (todos menos Suiza) que suscribieron el "Acuerdo de No Intervención en España" decidieron "abstenerse rigurosamente de toda injerencia, directa o indirecta, en los asuntos internos de ese país" y prohibían "la exportación... reexportación y el tránsito a España, posesiones españolas o zona española de Marruecos, de toda clase de armas, municiones y material de guerra". Para el cumplimiento del acuerdo se creó en Londres el 9 de septiembre un Comité de No Intervención bajo la presidencia del conservador Lord Plymouth, en el que estaban representados todos las principales potencias europeas, incluidas Alemania, Italia y la Unión Soviética. En el caso de Estados Unidos, la influencia del cardenal Mundelain —arzobispo de Chicago preocupado por el avance del nazismo— hizo que la Administración Roosevelt contemplase la posibilidad de levantar el embargo a la República española; al final, la férrea oposición mostrada a ambos lados del Atlántico por la jerarquía eclesiástica católica, deseosa de una victoria franquista, frustró por completo esa iniciativa.
Pero en la práctica la política de "no intervención" se convirtió en una "farsa", como la calificaron algunos contemporáneos, porque Alemania, Italia y Portugal no suspendieron en absoluto sus envíos de armas y municiones a los sublevados. El 28 de agosto, casi el mismo día en que se alcanzaba el acuerdo de "no intervención", se reunían en Roma los jefes de los servicios secretos militares de Alemania, el almirante Wilhelm Canaris, y de Italia, el general Mario Roatta para "proseguir (a pesar del embargo de armas) los suministros de material bélico y las entregas de municiones, según las peticiones del general Franco".
La República comenzó a recibir material de guerra a partir de octubre de 1936 de la Unión Soviética y denunció ante la Sociedad de Naciones la intervención de las potencias fascistas en favor de los sublevados, aunque éstas nunca fueron amonestadas. La única victoria republicana en este campo fue el acuerdo de Nyon (Suiza) del 14 de septiembre de 1937 por el que se dispusieron patrullas navales para localizar a unos submarinos desconocidos (en realidad eran italianos) que venían hostigando a los barcos que abastecían a la República (algunos de ellos de bandera británica). Inmediatamente los ataques de estos submarinos "fantasmas" cesaron.

### La Armada británica y la "no intervención"
El bloqueo "nacional" del Cantábrico
Durante los dos primeros meses de la guerra la Armada del bando sublevado dominó el Mar Cantábrico y bloqueó el tráfico marítimo que se dirigía a los puertos republicanos, aunque como en esa área la mayoría de los barcos eran de bandera británica, que contaban con la protección de la Royal Navy y además los sublevados temían las serias consecuencias diplomáticas que podía tener el abordarlos, el bloqueo no fue muy efectivo pues se limitó a los buques de otras nacionalidades. Sólo en una ocasión, entre el 16 y el 17 de septiembre de 1936, un bou sublevado intentó detener un mercante británico pero este fue escoltado por un destructor inglés hasta el límite de la aguas jurisdicciones españolas y de allí a Santander por un submarino republicano.

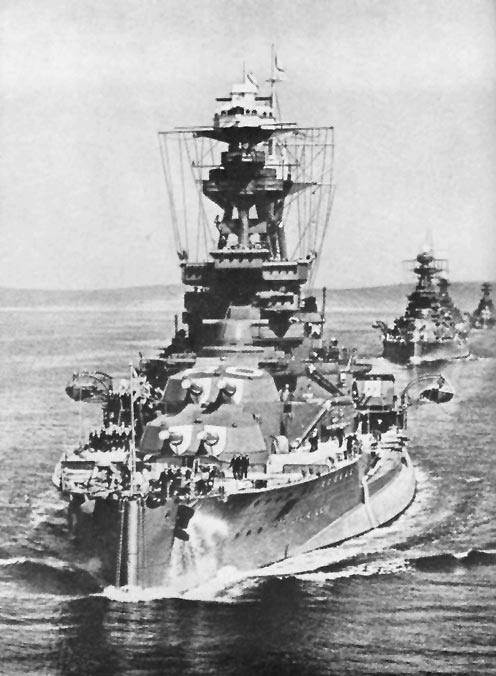
El acorazado británico Royal Oak visto por proa.

El bloqueo impuesto durante la Campaña del Norte (marzo-octubre de 1937) por la Armada del bando sublevado se vio dificultado por la Royal Navy, que tenía en el Mar Cantábrico al crucero de batalla HMS Hood (que "con sus 42 000 toneladas, sus ocho cañones de 381 mm y sus 31 nudos de velocidad, era el buque más poderoso del mundo"), que sería relevado por los acorazados HMS Royal Oak y HMS Resolution, el crucero Shropshire y varios destructores (Blanche, Brazen, Beagle, Brilliant y Firedrake) que protegían a los mercantes británicos hasta aguas territoriales españolas, con lo que llegaban con facilidad víveres (sólo quedaban tres millas) a los puertos republicanos (una ley aprobada por el parlamento británico, de mayoría conservadora, el 4 de diciembre de 1936 llamada Merchant Shipping (Carriage of Arms to Spain) Act prohibía que barcos británicos transportaran material de guerra a España). Desde el punto de vista del derecho internacional al no estar reconocido a ninguno de los dos bandos de la guerra civil española el derecho de beligerancia (lo que les hubiera permitido detener y registrar barcos sospechosos de llevar armas al enemigo fuera de las aguas territoriales) el bloqueo "nacional" del Cantábrico era ilegal y el gobierno británico actuó en consecuencia para proteger sus barcos ya que el tráfico entre el País Vasco e Inglaterra era muy intenso desde finales del siglo XIX (el hierro de Vizcaya era llevado a las islas y de retorno los barcos traían carbón galés). Además entre la opinión pública británica había una corriente de simpatía hacia los vascos que se vio acrecentada por la actuación del gobierno vasco en los primeros meses de la guerra impidiendo la persecución religiosa y la violencia que se desató en el resto de la zona republicana y por los terribles bombardeos de Durango y de Guernica que conmocionaron a la sociedad británica, incluidos los sectores más profranquistas. El ministro de asuntos exteriores Anthony Eden dijo en la Cámara de los Comunes el 20 de abril de 1937: "Si tuviera que elegir en España, creo que el Gobierno vasco correspondería más a nuestro sistema que los de Franco o la República". La decisión británica de no reconocer el bloqueo "nacional" se vio reforzada cuando el 2 de abril de 1937 el gobierno francés hizo una declaración en el mismo sentido.

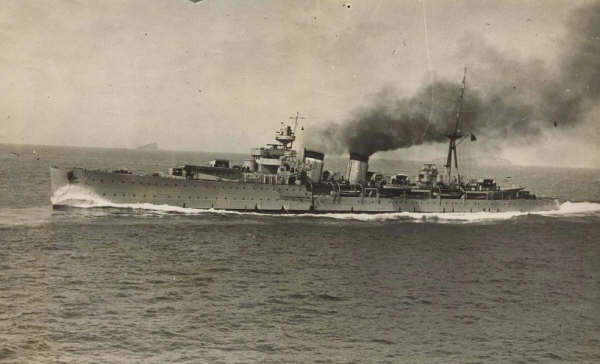
Crucero "nacional" Almirante Cervera

La crisis se produjo el 6 de abril cuando el crucero Almirante Cervera intentó impedir el paso al puerto de Bilbao del mercante británico Thorpehall lo que provocó la rápida intervención del destructor británico Brazen, al que pronto se sumaron los destructores Brilliant y Blanche. Entonces se vivieron momentos de gran tensión entre el Almirante Cervera y los tres destructores, pero finalmente los buques "nacionales" se retiraron dejando el paso libre al Thorpehall. El gobierno británico reunido al día siguiente reafirmó su política de no reconocimiento del bloqueo "nacional", aunque realizó una concesión al advertir a los armadores británicos de los peligros que podían correr sus barcos en la costa vasca. A cinco mercantes se les recomendó que fondeasen en San Juan de Luz, en la costa francesa, y no siguiesen hasta Bilbao.
El 13 de abril el presidente del gobierno vasco Aguirre comunicó a Londres que los cinco mercantes no correrían ningún peligro si se adentraban en aguas jurisdiccionales españolas porque serían protegidos por los bous vascos y por las baterías costeras, y además el puerto de Bilbao había sido limpiado de minas. El 19 de abril por la noche uno de los cinco mercantes, el Seven Seas Spray, con una carga de 3600 toneladas de alimentos, creyó en estas garantías y zarpó de San Juan de Luz. Entró a la mañana siguiente en el puerto de Bibao, siendo aclamado por la multitud y su capitán agasajado por el gobierno vasco. Entonces el 22 de abril tres mercantes británicos más se hicieron a la mar (Macgregor, Hamsterley y Stanbrook) pero fueron detenidos por el crucero Almirante Cervera lo que motivó la intervención del Hood y de un destructor que le comunicaron que no tenían derecho "a parar barcos británicos fuera de las aguas territoriales". Entonces se vivieron momentos de gran tensión con intercambios de mensajes cada vez más agresivos. Finalmente el Almirante Cervera se retiró y los tres mercantes ingleses, cargados con 8000 toneladas de alimentos, entraron en la ría de Bilbao escoltados por dos bous vascos y de nuevo aclamados por la multitud. A partir de entonces los mercantes británicos entraron con regularidad en Bilbao, y también en Santander, y las pocas veces que intentaron ser detenidos por la marina "nacional" intervinieron buques británicos y llegaron a puerto.
Los buques de la Royal Navy no sólo contribuyeron a aliviar el bloqueo naval que padecía Vizcaya sino que también protegieron a los barcos que evacuaron a miles de refugiados cuando era inminente la caída de Bilbao. La decisión del gobierno británico fue anunciada el 30 de mayo, aunque ya a finales de abril, tras el bombardeo de Guernica del 26 de abril que horrorizó a la opinión pública británica, se había protegido un barco que transportaba a cuatro mil niños vascos que fueron acogidos en Inglaterra y el 5 de mayo a otros dos barcos que también transportaban niños que iban a ser acogidos en Francia por militantes de la CGT. En este último caso el Royal Oak y el destructor Faulknor se enfrentaron al Almirante Cervera que pretendía conducirlos a un "puerto nacional" y que tuvo que desistir de su intento.
El incidente del destructor Hunter
El 20 de abril de 1937, en plena ofensiva de Vizcaya, se puso en marcha la patrulla de control naval del Comité de No Intervención por parte de buques de guerra británicos, franceses, alemanes e italianos que se desplegaron alrededor de las costas españolas, lo que aumentó el riesgo de que fueran atacados por la aviación o la marina de guerra de los dos bandos contendientes al ser confundidos con unidades navales del enemigo. Ese fue el caso del destructor británico Hunter, aunque las consecuencias del incidente fueron mucho menos graves que los del mercante armado italiano Barletta o el del crucero alemán Deutschland.
En el caso del destructor Hunter no era la primera vez que era atacado un buque de la marina de guerra británica. El acorazado Royal Oak fue bombardeado por la aviación republicana a la altura de Punta de Europa el 3 de febrero de 1937 al ser confundido con el crucero "nacional" Canarias y el 13 de febrero los destructores Havock y Gipsy fueron bombardeados a la altura del cabo Tenez por un Ju-52 de la aviación alemana al servicio del bando sublevado a pesar de que llevaban claramente pintados los colores de la bandera británica, aunque probablemente fueron confundidos con destructores republicanos que eran del mismo modelo. Mucho más grave fue el incidente del Hunter pues el 13 de mayo de 1937 a unas cuantas millas al sur de Almería chocó con una mina fondeada por los "nacionales" y ocho miembros de la dotación murieron y nueve resultaron heridos, siendo socorridos por el acorazado republicano Jaime I y luego trasladados a Gibraltar por barcos británicos (junto con el barco que fue remolcado). El Almirantazgo británico presentó una enérgica protesta ante el general Franco y pidió una indemnización, pero los "nacionales" negaron su responsabilidad y dijeron que la mina era republicana. Sin embargo, abandonaron inmediatamente la campaña de minado, por lo que el Hunter fue el único buque de guerra averiado por una mina fuera del límite de las tres millas.
Los hundimientos de los mercantes Endymion y Alcira
En el último día de enero y los primeros días de febrero de 1938 fueron hundidos dos mercantes británicos lo que desencadenó una grave crisis entre el gobierno británico y el gobierno "nacional" de Burgos. El 31 de enero fue torpedeado y hundido el mercante Endymion por el submarino Sanjurjo cuando transportaba carbón de Gibraltar a Cartagena, llevando a bordo a un observador del Comité de No Intervención. Murieron 12 miembros de la tripulación. Era el primer ataque que se producía desde la firma de los acuerdos de la conferencia de Nyon de septiembre del año anterior. La protesta británica provocó que los "nacionales" relevaran al comandante del Sanjurjo, el capitán de corbeta Pedro Suances, y que de acuerdo con Italia retiraran a los cuatro submarinos "legionarios" que venían colaborando con el bloqueo "nacional" del tráfico mercante. Pero la crisis se agravó sólo cuatro días después cuando un hidroavión alemán Heinkel He 59 hundió el mercante Alcira, que también transportaba carbón y que asimismo llevaba a bordo un observador del Comité de No Intervención, a veinte millas de Barcelona, aunque el mando "nacional" alegó que se encontraba en aguas jurisdiccionales. El piloto alemán dijo que lo había confundido con un mercante republicano aunque el Alcira llevaba muy visible la bandera británica. El gobierno británico protestó de nuevo y se reprodujo en la Cámara de los Comunes el intenso debate que ya había tenido lugar pocos días antes con motivo del hundimiento del Endymion. Para evitar mayores problemas con los británicos se ordenó a la aviación alemana e italiana con base en Mallorca que sus bombardeos se dirigieran contra barcos que estuvieran dentro de las aguas jurisdiccionales y, sobre todo, contra los puertos.
Como los buques británicos constituían la inmensa mayoría de los mercantes que comerciaban con la España republicana estos continuaron siendo bombardeados casi a diario en los mismos puertos o cuando estaban cerca de ellos. Y de nuevo se produjo un intenso debate en el parlamento británico en el que la oposición laborista y liberal atacó al gobierno conservador por no actuar pero este respondió que si lo hacía se arriesgaba a desencadenar una guerra generalizada en Europa. El primer ministro Neville Chamberlain escribió: "He examinado cada forma posible de represalia, y tengo claro que ninguna servirá a menos que estemos dispuestos a hacer la guerra contra Franco, lo cual muy probablemente llevaría a la guerra con Italia y Alemania, y en todo caso negaría mi política de apaciguamiento". Finalmente el 26 de julio de 1938 Chamberlain anunció a la Cámara de los Comunes que el general Franco le había asegurado que no se atacaría a mercantes británicos en el mar y que se les evitaría en los puertos en la medida de lo posible, designándose algunos específicos en los que no hubiese instalaciones militares en los que pudiesen atracar.
La rendición de Menorca
La única intervención británica en la guerra civil española se produjo con motivo de la rendición de Menorca a los "nacionales" para impedir que esta isla estratégica pudiera caer bajo dominio italiano o alemán (Menorca durante toda la guerra había permanecido bajo soberanía republicana). Esta amenaza es lo que motivó que el gobierno británico aceptara la propuesta del jefe franquista de la Región Aérea de las Baleares, el capitán de fragata Fernando Sartorius y Díaz de Mendoza, Conde de San Luis, que previamente había recibido la aprobación del general Franco, para que un barco de la Royal Navy lo trasladara a Mahón y negociar allí la rendición de la isla a cambio de que las autoridades civiles y militares republicanas pudieran abandonarla bajo protección británica. El gobierno británico puso en marcha la operación sin informar al embajador republicano en Londres Pablo de Azcárate (que cuando más tarde se enteró presentó una protesta formal por haber prestado un buque británico a un "emisario de las autoridades rebeldes españolas"). Así en la mañana del 7 de febrero arribaba al puerto de Mahón el crucero Devonshire con el conde de San Luis a bordo, donde se entrevistó con el gobernador republicano el capitán de corbeta Luis González de Ubieta, que acaba de ser nombrado tras ser sustituido como jefe de la flota republicana por el también capitán de corbeta Miguel Buiza. El conde de San Luis amenazó con bombardear la isla si no se rendía y Ubieta le contestó que defendería la isla hasta que no recibiera órdenes contrarias de sus superiores. Ubieta no consiguió contactar el gobierno Negrín, por lo que tras consultar con el jefe de la flota Miguel Buiza que le dijo que él sabría resolver el problema "con su probada hombría y lealtad", tomó la única decisión posible, dado el aislamiento de la isla tras la caída de Cataluña: rendirse (en la decisión también influiría la sublevación de la guarnición de Ciudadela, al otro lado de la isla, durante la noche del 7 al 8 de febrero). Así a las 5 de la madrugada del 9 de febrero el Devonshire partía de Mahón rumbo a Marsella con 452 refugiados a bordo (otras 70 personas fueron evacuadas en una embarcación menor). Previamente había habido un bombardeo italiano en la tarde del 8 que provocó la protesta inmediata del conde San Luis a la base de Palma, que no recibió respuesta. Tras la marcha del Devonshire Menorca fue ocupada por los "nacionales" sin que participara ningún contingente ni italiano ni alemán. La intervención británica dio lugar a un acalorado debate en la Cámara de los Comunes el 13 de febrero durante el cual la oposición laborista acusó al gobierno conservador de Neville Chamberlain de haber comprometido al Reino Unido en favor de Franco, aunque la noticia de que se habían evacuado a tantas personas, incluidos los mandos republicanos, calmó los ánimos. Al día siguiente el representante oficioso del general Franco en Londres, el Duque de Alba, hizo llegar al secretario del Foreign Office Lord Halifax "la gratitud del Generalísimo y del gobierno nacional" por colaborar en "reconquistar Menorca".
La salida de España del coronel Casado
Una segunda y última intervención de la marina británica se produjo durante la ofensiva final de la guerra civil cuando el destructor Galatea recogió el 30 de marzo de 1939 en el puerto de Gandía al coronel Casado que había dirigido el golpe de Estado contra el gobierno de Juan Negrín a principios de marzo sustituyéndolo por un Consejo Nacional de Defensa presidido por el general Miaja pero donde él era el hombre fuerte. Casado había contactado con el cónsul inglés en Valencia la posibilidad de que el gobierno británico le facilitara la salida de España a él y a las personas comprometidas en el Consejo Nacional de Defensa una vez que las "negociaciones" con los representantes del general Franco para obtener una "paz honrosa" habían fracasado estrepitosamente porque el "Generalísimo", como había sostenido siempre, sólo aceptaba la rendición incondicional del Ejército de la República. El cónsul contactó con su gobierno pero este en principio se mostró reticente aunque cuando Casado y sus acompañantes (164 hombres, 20 mujeres y 4 niños) se presentaron el 29 de marzo en Gandía, un puerto frecuentado por los buques británicos porque estaba regentado por una empresa de esa nacionalidad, aceptó que subieran a bordo del destructor Galatea, mientras una compañía de infantes de marina desembarcados del crucero Sussex garantizaba la seguridad del embarque. En la mañana del día 30 de marzo zarpaba de Gandía el Galatea que trasladó a sus huéspedes al buque hospital Maine que les llevó a Marsella, adonde llegaron el 3 de abril a las 6.30 horas, dos días después de que se hiciera público el último parte de la guerra civil española firmado por el general Franco que ponía fin a la guerra civil.

## La intervención extranjera en favor de los sublevados

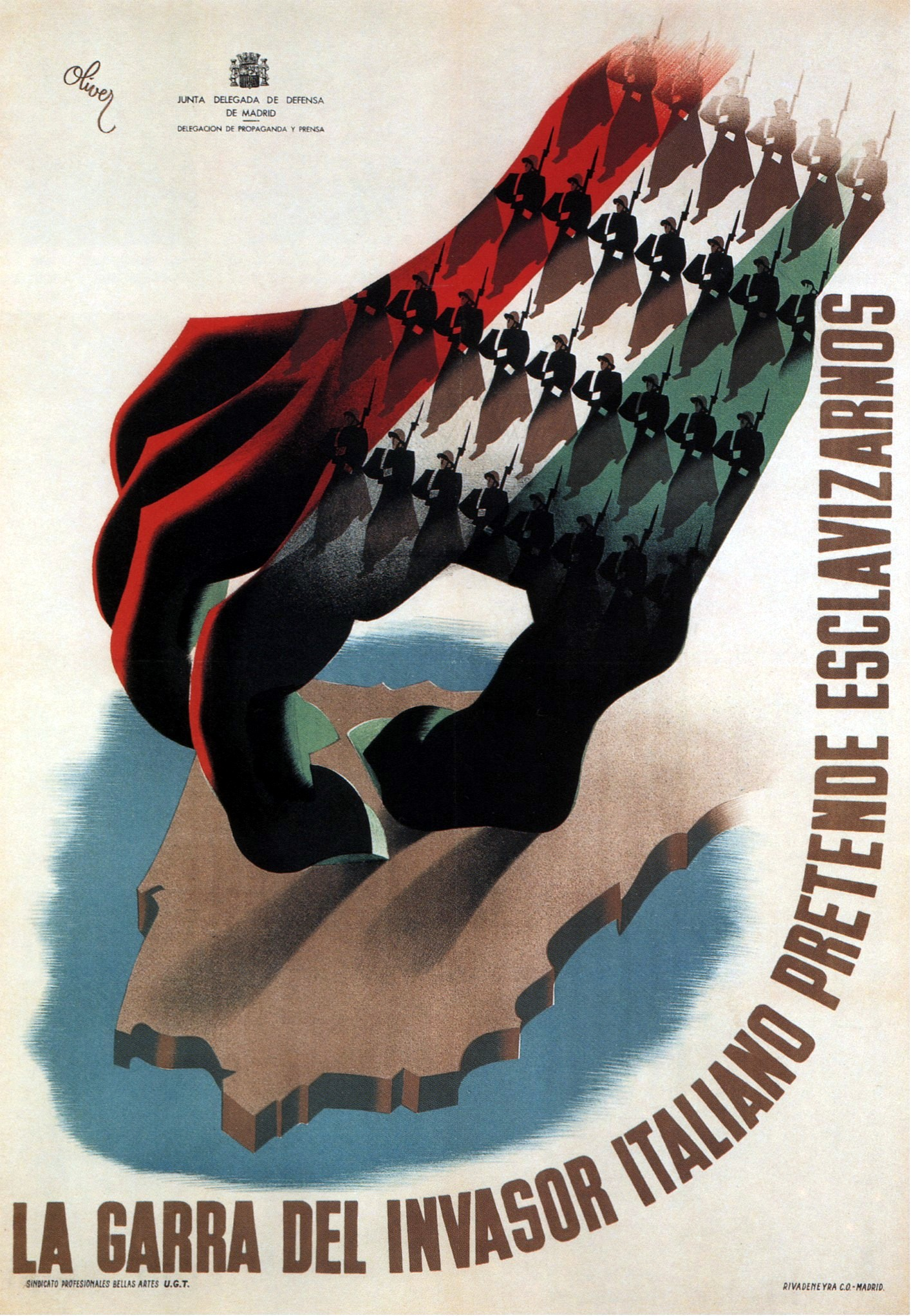
Cartel de propaganda republicano denunciando la intervención italiana.

Las ayudas en hombres al bando sublevado se materializaron en la Legión Cóndor alemana (unos 6000 hombres) y el Corpo di Truppe Volontarie italiano (un máximo de 40 000), más un contingente de combatientes portugueses denominados Viriatos. Para que no hubiera duda de su compromiso con la causa del bando sublevado, el 18 de noviembre de 1936 (en plena batalla de Madrid), Italia y Alemania reconocieron oficialmente al general Franco y a su Junta Técnica del Estado como el gobierno legítimo de España, y nombraron embajadores a Roberto Cantalupo y a Wilhelm von Faupel, respectivamente, que presentaron sus cartas credenciales al "Caudillo" en Burgos.
Los combatientes alemanes, italianos y portugueses eran en realidad soldados regulares a los que se les proporcionaba una paga en su país de origen, aunque la propaganda de los sublevados siempre los presentó como "voluntarios". Los voluntarios genuinos que combatieron del lado del bando sublevado fueron unos mil o mil quinientos hombres, entre los que destacaron la Brigada Irlandesa del general Eoin O'Duffy, integrada por unos 700 efectivos que habían venido a combatir a España para "librar la batalla de la cristiandad contra el comunismo" (aunque sólo participaron en la batalla del Jarama y unos meses después volvieron a Irlanda), y entre 300 y 500 franceses de la ultraderechista Croix de Feu que constituyeron el batallón Jeanne d'Arc.
También hay que contar entre los extranjeros que participaron en el bando sublevado a los miles de marroquíes del Protectorado de Marruecos que fueron enrolados de forma intensiva en las tropas de Regulares del Ejército de África a cambio de una paga.
En cuanto a armamento, según Julio Aróstegui, los sublevados recibieron de Italia y de Alemania 1359 aviones, 260 carros de combate, 1730 cañones, fusiles, y municiones para todo ello. Por otro lado, la compañía Texaco vendió gasolina de forma barata y constante a Franco, de igual manera que Ford suministró a lo largo de la guerra entre 12 000 y 15 000 camiones a los sublevados (muchos más que los vendidos por Italia o Alemania, que apenas llegaban en conjunto a los 5000).
Los motivos que indujeron a Hitler y a Mussolini a ayudar al bando sublevado, aunque disfrazados de anticomunismo, fueron de orden político-estratégico. «A su fundado y ampliamente documentado juicio, ambos estimaron que el rápido envío a Marruecos de una ayuda aérea militar limitada y encubierta (en principio) podría dar la victoria a Franco y alterar a bajo coste y riesgo el equilibrio estratégico europeo-occidental, en la medida en que un régimen democrático y pro-francés (como era la República, y todavía más si se convertía en satélite revolucionario y pro-soviético) sería sustituido por otro afín al Tercer Reich y a la Italia fascista o, como mínimo, por otro régimen estrictamente neutral, favoreciendo así la viabilidad de los respectivos planes expansionistas en Europa central y en el Mediterráneo».

### La Alemania nazi

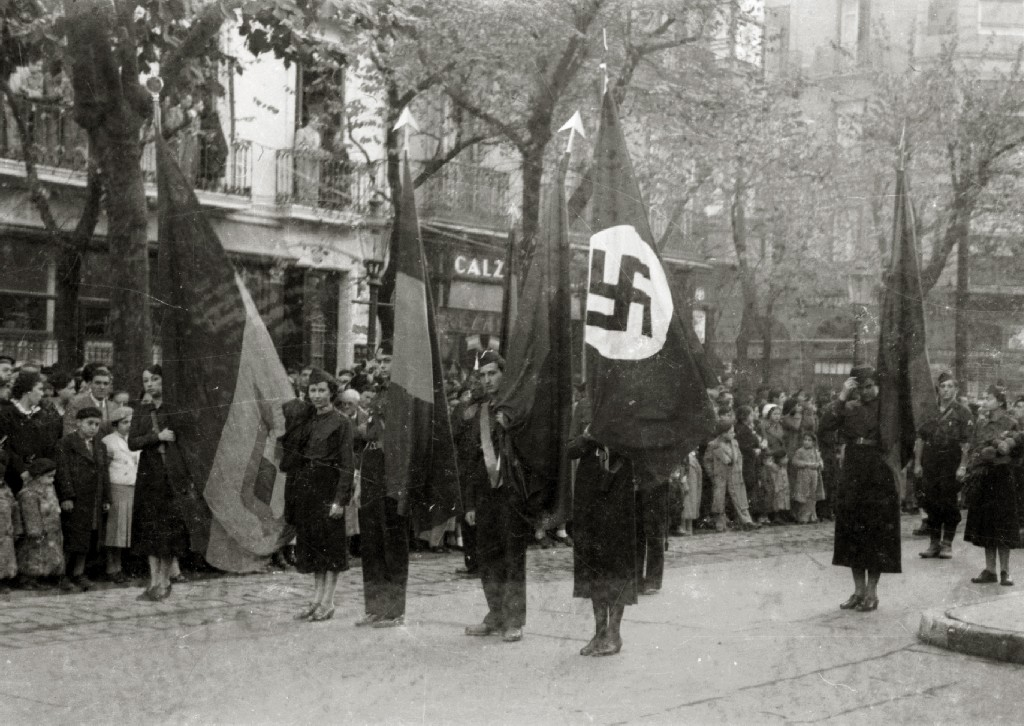
Entrada de las tropas del general Mola en San Sebastián (12 de septiembre de 1936). El desfile estuvo encabezado por las banderas nacionales acompañadas por las de Italia y de Alemania, las dos potencias fascistas que apoyaban a los sublevados.

La razón principal de la ayuda de la Alemania nazi a Franco, como ya lo demostraron hace tiempo las investigaciones del historiador español Ángel Viñas, fue que Hitler consideró que la victoria de los sublevados favorecería a los intereses de la política exterior de Alemania. En la inevitable, según Hitler, guerra europea que iba a estallar en los próximos años, en la que Francia sería uno de los enemigos a batir por Alemania, sería mejor contar en España con un gobierno favorable encabezado por militares anticomunistas que por uno republicano que reforzaría sus vínculos con Francia (y con su aliada Gran Bretaña) y con la Unión Soviética (el enemigo estratégico e ideológico de la Alemania nazi para realizar su proyecto expansionista en el este de Europa). Hitler le dijo al primer encargado de negocios del Reich ante Franco, Wilhelm von Faupel, en noviembre de 1936:

Su misión consiste única y exclusivamente en evitar que, una vez concluida la guerra, la política exterior resulte influida por París, Londres o Moscú, de modo que, en el enfrentamiento definitivo para una nueva estructuración de Europa –que ha de llegar, no cabe duda–, España no se encuentre del lado de los enemigos de Alemania, sino, a ser posible, de sus aliados.

En la decisión de Hitler también contaron otros dos factores, uno ideológico y otro militar. Hermann Goering, el número dos del Tercer Reich y jefe de Luftwaffe, declaró ante el Tribunal de Núremberg en 1945 que él había apoyado la intervención en España a favor de Franco:

primero para contrarrestar en este lugar la expansión del comunismo y, en segundo lugar, para someter a prueba mi joven aviación... cazas, bombarderos y cañones antiaéreos, y así tuve la posibilidad de comprobar si el material había sido desarrollado de acuerdo con sus fines

En cuanto al primer motivo alegado por Goering, los nazis desde el primer momento lanzaron la campaña propagandística, controlada por Joseph Goebbels, de que la guerra de España era una confrontación entre «fascistas» y «marxistas», responsabilizando a la Unión Soviética y al «comunismo internacional» de haber causado la guerra. En cuanto al segundo motivo, los nazis desplegaron en la zona sublevada la "Legión Cóndor", cuyos integrantes fueron muy bien pagados.

#### La Legión Cóndor

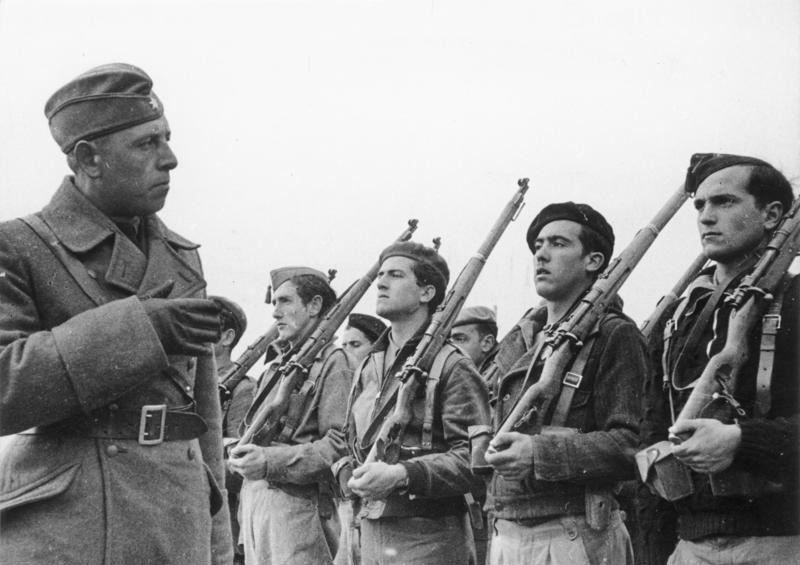
Oficial alemán de la Legión Cóndor pasando revista a los cadetes de la academia de infantería del bando sublevado en Ávila.

En noviembre de 1936 Hitler, al mismo tiempo que se reconocía oficialmente al general Franco, ordenó el envío de una unidad aérea completa que constituiría una unidad autónoma dentro del ejército sublevado, y contaría con sus propios jefes y oficiales mandados por el general Hugo von Sperrle (que luego fue sustituido por el también general de la Luftwaffe Wolfram von Richthofen). Estaba integrada inicialmente por cuadro escuadrillas de cazas Heinkel 51 y cuatro de bombarderos Junkers Ju 52. Además la Legión Cóndor contaba con un batallón de 48 tanques y otro de 60 cañones antiaéreos. Esta fuerza estaba formada por unos 5500 hombres (a los que se fue relevando con frecuencia una vez habían adquirido la experiencia bélica que buscaban, por lo que por España pasaron unos 19 000 efectivos). Así la guerra civil española fue un campo de pruebas de la Lutfwaffe, en los que ensayó las armas y tácticas que luego se emplearían en la Segunda Guerra Mundial. Se probaron los cazas Messerschmitt Bf 109 y Junkers Ju 87 A/B y los bombarderos Junkers Ju 52 y Heinkel He 111. Asimismo estrenó en España sus tácticas de bombardeo sobre ciudades. Aunque no fue el único, el más famoso fue el bombardeo de Guernica representado por Picasso en su cuadro Guernica, expuesto en el pabellón español de la Exposición Universal de París de 1937.
La Legión Cóndor permaneció en España durante toda la guerra y participó desde noviembre de 1936 en todas las batallas importantes (llegaron unos 620 aviones). 371 de sus miembros perdieron la vida en combate. Una vez acabada la guerra y después de participar en el desfile de la Victoria celebrado en Madrid el 19 de mayo de 1939 bajo la presidencia del "Generalísimo" Franco, la Legión Cóndor hizo su último desfile oficial en España el 22 de mayo de 1939. Fueron trasladados a Alemania por buques transatlánticos y fueron recibidos en el puerto de Hamburgo por Hermann Goering.
En este último convoy viajaban 5136 oficiales y soldados alemanes que llevaban con ellos unas 700 toneladas de equipo y la mayor parte de los aviones que quedaban. Desde su llegada a España habían reivindicado la destrucción de 386 aviones enemigos (313 de ellos en combate aéreo), con la pérdida de 232 de los suyos (de los cuales sólo 72 fueron destruidos por la acción enemiga). Además, los aviones de la Legión Cóndor habían lanzado unas 21 000 toneladas de bombas, contribuyendo en no escasa medida a la victoria final de los "nacionales".

#### La Armada alemana

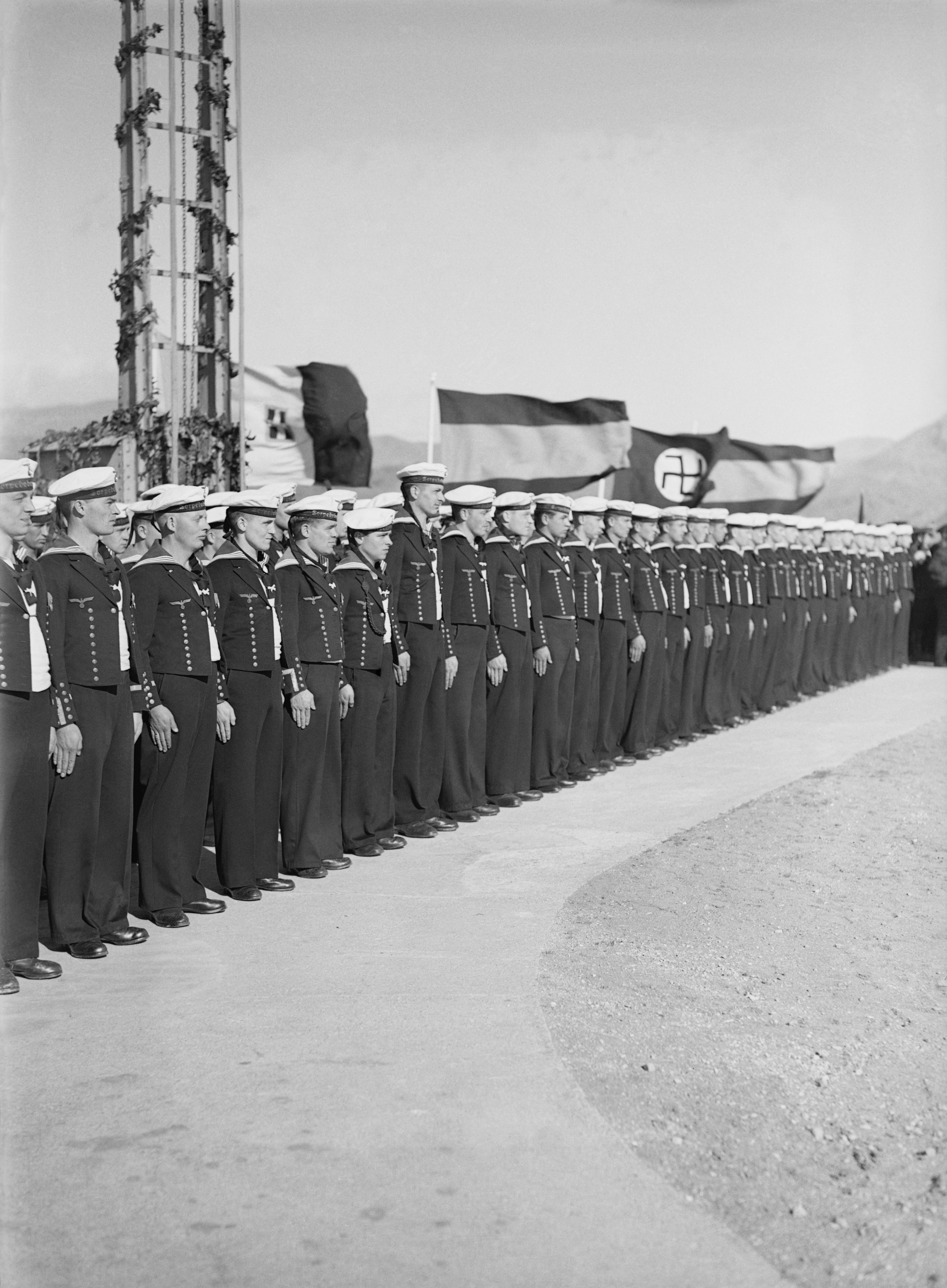
Marinos de la Alemania nazi forman en el puerto de Málaga hacia 1938.

En cuanto Hitler decidió ayudar al bando sublevado, la armada alemana envió a la zona del estrecho de Gibraltar una pequeña flota encabezada por el acorazado Graf Spee e integrada por dos cruceros y cuatro destructores con el fin de proteger a los mercantes "especiales" que transportaban material de guerra, aunque recibieron órdenes de evitar incidentes. Para dirigir y encubrir el movimiento de mercantes hacia la España sublevada se creó el departamento de viajes de barcos -Schiffahrtsabteilung- dentro del Estado Mayor -el Sonderstab W- encargado de la ayuda a los sublevados que se había formado a la mañana siguiente de que Hitler así lo decidiera en la noche del 25 al 26 de julio de 1936. El primer mercante transportando material de guerra y aviones, el Usaramo que llegó a Cádiz el 6 de agosto, no fue detenido por la flota republicana que bloqueaba el estrecho, pero no sucedió lo mismo con los siguientes, el Kamerún y el Wigbert, que fueron detenidos aunque consiguieron descargar en Lisboa el material de guerra que transportaban, y a través de Portugal llegó a los sublevados. Casi al mismo tiempo el Girgenti llegaba a La Coruña con 1767 toneladas de fusiles y municiones, con los cuales se solucionaron los problemas del Ejército del Norte mandado por el general Emilio Mola. El cónsul inglés en Sevilla comunicó al gobierno británico el notable incremento de movimientos de barcos alemanes en los puertos de Sevilla, Cádiz y Huelva (228 en 1936 y 449 en 1937, frente a los 171 de antes de la guerra).

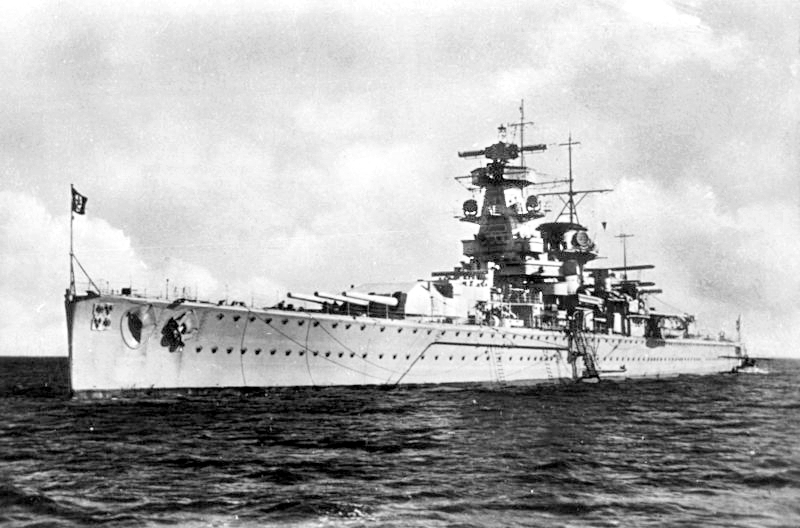
El Admiral Graf Spee en 1936.

Hasta qué punto la Kriegsmarine alemana estaba dispuesta a proteger los envíos lo demostró el caso del mercante Palos que el 20 de noviembre de 1936 fue detenido por el bou Bizkaia de las fuerzas navales del gobierno vasco y conducido al puerto de Bilbao. Registradas sus bodegas se encontró celuloide preparado para ser empleado en la manufactura de proyectiles de artillería y máquinas de comunicación telefónica. Como la detención se había producido a cinco millas de la costa, fuera de las tres millas internacionalmente reconocidas (aunque España insistía en que el límite de sus aguas jurisdiccionales eran cinco millas), el gobierno alemán reclamó la carga que había sido confiscada negando que fuera material de guerra (el día 29 de noviembre el buque había salido de Bilbao escoltado por el crucero Könisberg). Como su exigencia no fue atendida, el 1 de enero de 1937 el acorazado Graf Spee secuestró como represalia a la altura de Almería al vapor Aragón y el Kónigsberg al mercante Marta Junquera dos días después a la altura del cabo de Ajo. Como la carga del Palos siguió sin devolverse los alemanes cedieron los barcos al bando sublevado después de haber puesto en libertad a la tripulación.
La política naval de la marina de guerra alemana se concretó en, además de proteger los "barcos especiales" (Sonderschiffe, eufemismo utilizado para referirse a los barcos que transportaban material de guerra), transmitir información a los sublevados sobre los movimientos de la flota republicana y de los barcos que llevaban material de guerra a puertos republicanos y abastecer a la Armada "nacional" de cañones, tanto para los barcos como para las baterías de costa y artillería antiaérea, municiones y material de transmisiones, así como técnicos e instructores para enseñar su manejo. El jefe de la flota alemana en aguas españolas, el contraalmirante Rolf Carls, escribió: "Vamos a iniciar la participación oculta pero activa de las fuerzas navales alemanas en favor de la causa blanca".

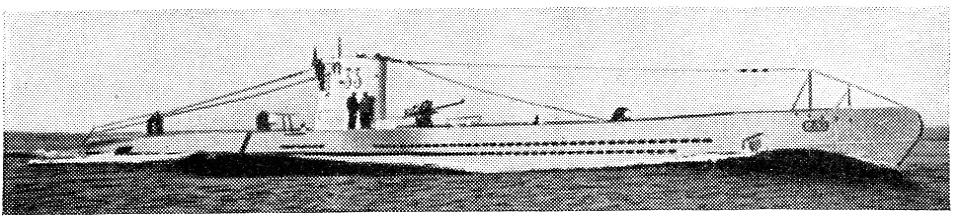
Submarino alemán U-33, hacia 1937.

A causa de la presión del bando sublevado los alemanes dieron un paso más organizando a finales de 1936 la Operación Úrsula que consistía en el envío secreto al Mediterráneo de dos submarinos, U-33 y U-34, para que atacaran buques de guerra republicanos y mercantes. El U-33 y el U-34, que habían salido de Alemania el 21 de noviembre de 1936, realizaron cinco ataques pero fallaron por "problemas de inexperiencia y dificultades con los torpedos. Por pura casualidad, sin embargo, el U-34 hundió el submarino republicano C-3 a la altura de Málaga". Después de lo ocurrido los alemanes suspendieron la Operación Úrsula el 10 de diciembre y la responsabilidad de realizar una campaña submarina en aguas españolas pasó a la Marina italiana.

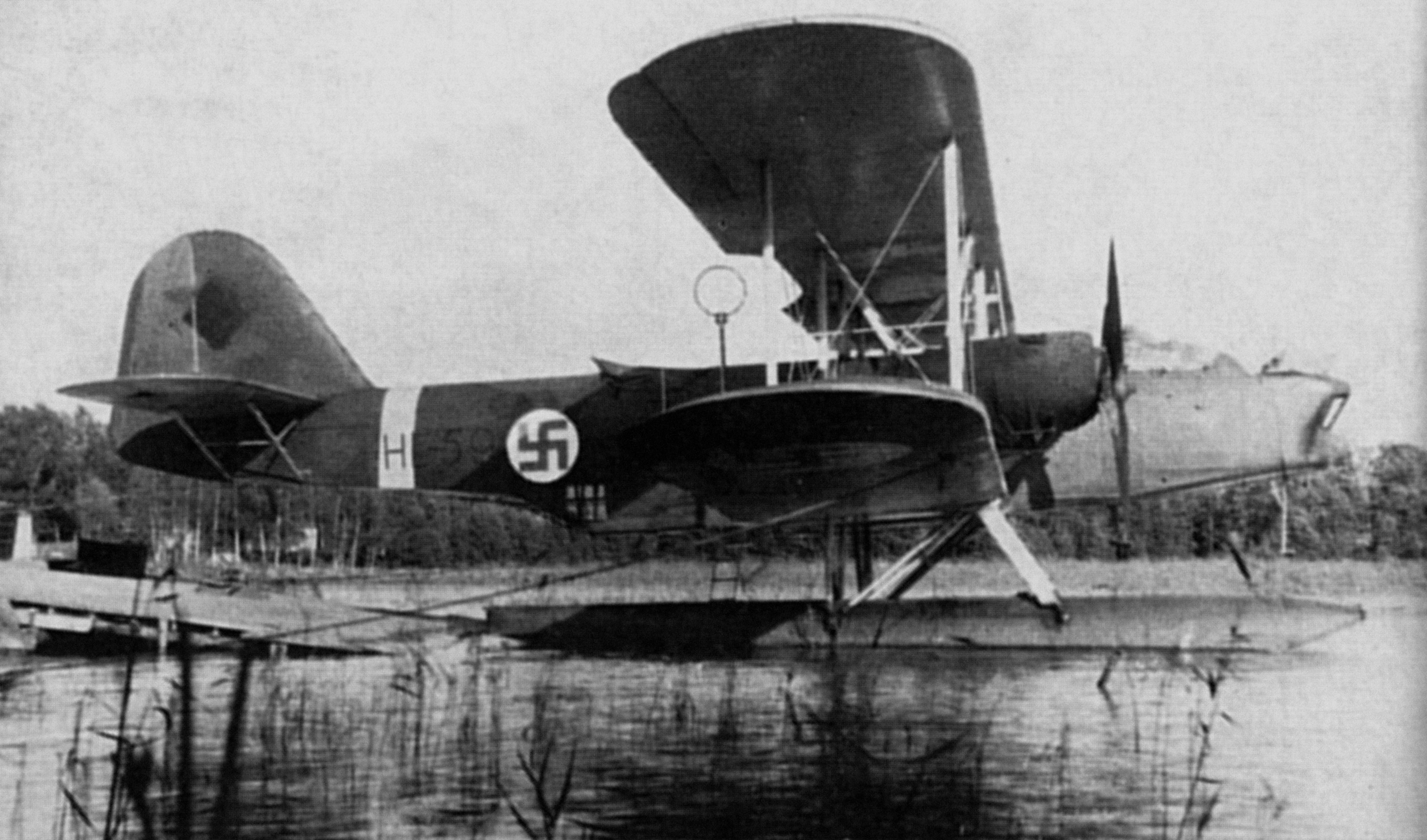
Un hidroavión He 59 finlandés.

También hubo una importante actividad aeronaval alemana desde la llegada a finales de 1936 de una escuadrilla de hidroaviones Heinkel He 59 que estableció su base en Pollensa (Mallorca), desde se dedicó a hostigar el tráfico comercial y en alguna ocasión atacó barcos de guerra republicanos (en la noche del 23 al 24 de mayo de 1937 fue alcanzado el acorazado Jaime I).
Cuando en marzo de 1937 entró en vigor el plan de control del Comité de No Intervención los "barcos especiales" (Sonderschiffe) que enviaba el Schiffahrtsabteilung adoptaron el pabellón de Panamá para eludirlo y pasaron a llamarse Acme, Balboa, Colón, Golfo de Darién y Golfo de Panamá (también de esa forma se evitó tener que emplear buques de guerra para proteger a los mercantes).
Los alemanes aportaron cruceros, pero estos no intervinieron, salvo en el bombardeo de Almería por el Admiral Scheer el 31 de mayo de 1937, efectuado en represalia por el ataque aéreo que había sufrido el 28 de mayo de 1937 el acorazado de bolsillo Deutschland en Ibiza. Este llamado incidente del Deutschland fue efectuado probablemente por tripulaciones rusas, sin conocimiento por parte del mando republicano. Pero el escándalo internacional que provocó hizo que la República dijese que era un error y que se trataba de aviones republicanos que creían atacar al crucero pesado Canarias. El bombardeo de Almería, que se había producido abiertamente (exhibiendo el pabellón alemán), llegó a ser considerado como un posible motivo para que la República declarara la guerra a Alemania (posición defendida por el coronel Rojo e Indalecio Prieto, en búsqueda de la generalización del conflicto a toda Europa), pero finalmente se impuso la postura contraria de Negrín y Azaña.

### La Italia fascista

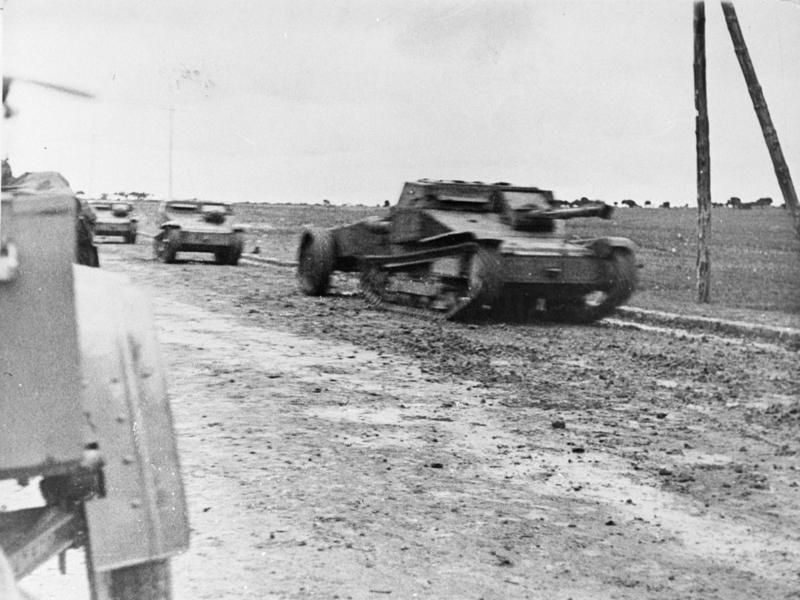
Avance de tanquetas italianas del CTV durante la batalla de Guadalajara.

Como en el caso de la Alemania nazi, la razón principal de la ayuda italiana a los sublevados también estuvo directamente relacionada con la política exterior. Mussolini quería construir un imperio en el Mediterráneo y pensaba que ganando un aliado en su parte occidental debilitaría la posición militar de Francia y de Gran Bretaña, además de tener fácil acceso al estratégico archipiélago de las Baleares. También, como los nazis, utilizó el anticomunismo en su propaganda para justificar la intervención en la guerra civil española. En un despacho remitido a Berlín por el embajador alemán en Roma, a finales de diciembre de 1936, se exponían estas prioridades político-estratégicas de Mussolini:

Los intereses de Alemania e Italia en el problema español coinciden en la medida de que ambos países pretenden evitar una victoria del bolchevismo en España o Cataluña. Sin embargo, mientras que Alemania no persigue ningún objetivo diplomático inmediato en España al margen de éste, los esfuerzos de Roma se dirigen sin ninguna duda a lograr que España se acomode a su política mediterránea o, al menos, a evitar la cooperación política entre España y el bloque de Francia e Inglaterra. Los medios utilizados para este fin son: apoyo inmediato a Franco; asentamiento en las islas Baleares que previsiblemente no será retirado voluntariamente a menos que se instale en España un gobierno central favorable a Italia; compromiso político de Franco con Italia; y estrecho vínculo entre el fascismo y el nuevo sistema político establecido en España.

Según Michael Alpert en la decisión de Mussolini también contó, además de reforzar el prestigio del fascismo, «el temor constante italiano a que un gobierno español de izquierdas permitiera el paso de tropas coloniales francesas por su territorio en caso de un conflicto entre Francia e Italia». Italia también intervino en la contienda española con la intención de anexionarse las Islas Baleares y el enclave norteafricano de Ceuta, y también con la idea de crear un estado cliente en España.
Desde el comienzo de la guerra, los italianos convirtieron la isla Mallorca en una gran base aeronaval desde la que desarrollaron todo su esfuerzo de guerra contra la República. A pesar de que no se trató una ocupación militar de iure, las banderas italianas llegaron a ondear sobre la isla, mientras que en tierra hubo personal militar italiano que vestía uniformes del Ejército italiano y dependían de la estructura orgánica de las fuerzas armadas italianas.
El valor aproximado de la ayuda italiana ascendió a unos 64 millones de libras esterlinas.

#### ElCorpo di Truppe Volontarie(CTV) y la Aviación Legionaria

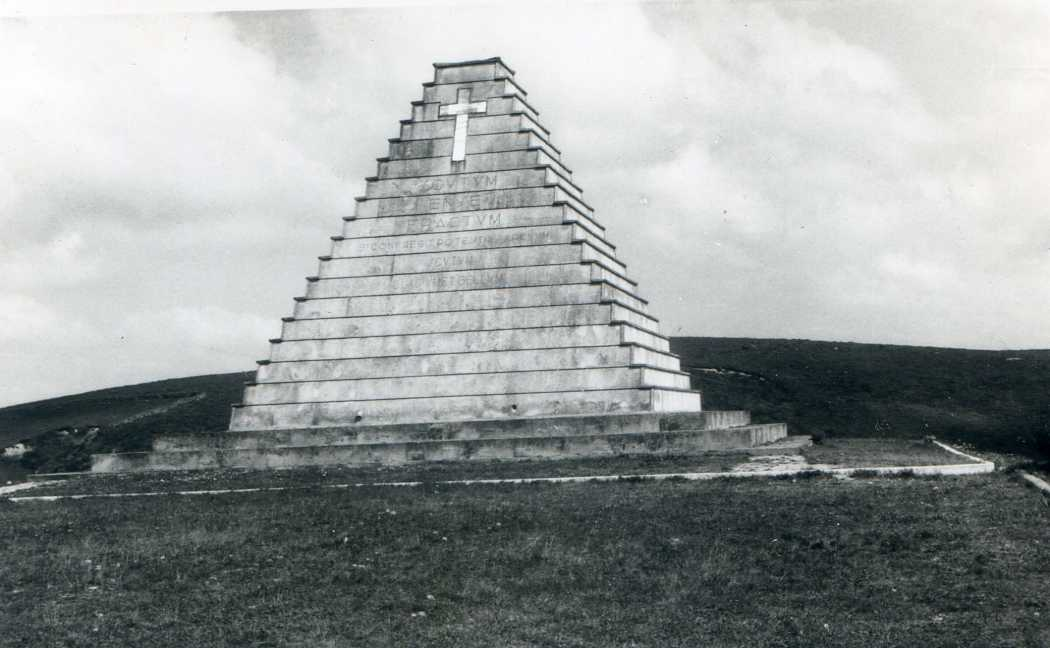
Monumento del cementerio de italianos del puerto del Escudo, fotografiado en 1967.

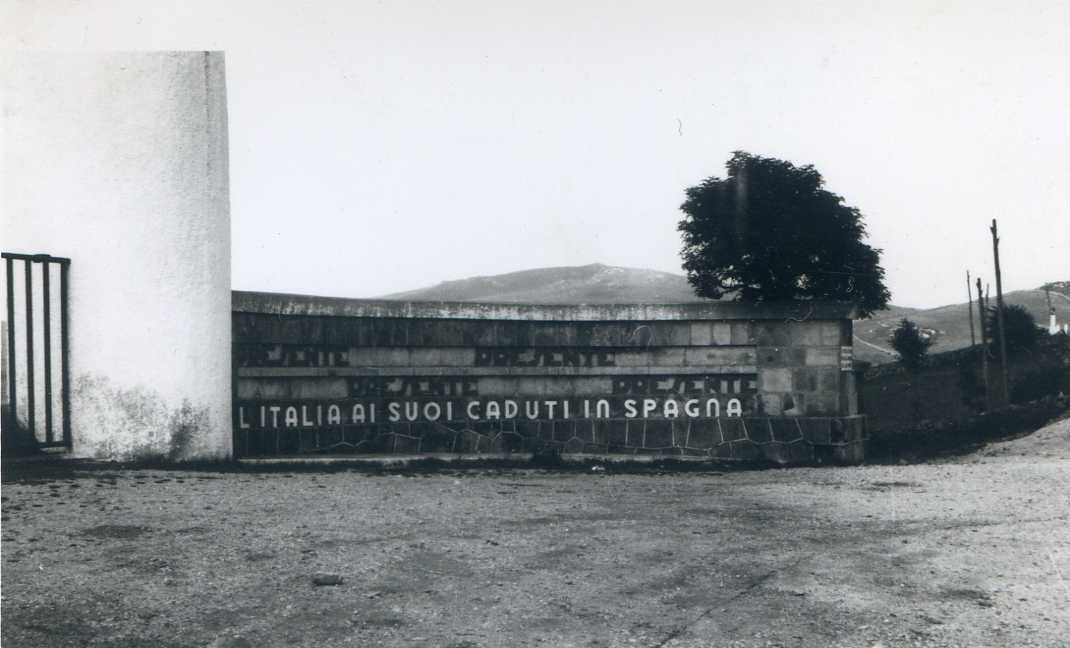
Entrada al monumento del cementerio de italianos del puerto del Escudo, fotografiado en 1967.

Italia fue el país que envió el contingente de combatientes extranjeros más numeroso de los que lucharon en el bando sublevado. Desde finales de julio de 1936 ya había oficiales italianos que eran los que pilotaban los Savoia S-81 y los cazas Fiat C.R.32 encuadrados en la Legión Extranjera, y que en agosto se transformarían en la Aviación Legionaria cuya base principal se situó en la isla de Mallorca. Y a partir de diciembre de 1936 se desplegó en España una unidad militar completa llamada Corpo di Truppe Volontarie (CTV) al mando del general Mario Roatta hasta el desastre de la batalla de Guadalajara en marzo de 1937 y después por los generales Ettore Bastico, Mario Berti y Gastone Gambara. El CTV estaba integrado por 40 000 hombres (que fueron siendo relevados por lo que por España pasaron 72 775 efectivos según las investigaciones más recientes: 43 129 del ejército italiano y 29 646 de la milicia fascista). A estos hay que añadir los 5699 que pasaron por la Aviación Legionaria, lo que hace que la cifra total de combatientes sea muy superior a la participación alemana y a la de las Brigadas Internacionales.
El CTV y la Aviación Legionaria estuvieron combatiendo hasta el final de la guerra, aunque a finales de 1938, por las mismas fechas en que las Brigadas Internacionales abandonaban España, Mussolini retiró a la cuarta parte de los soldados del CTV, unos 10 000 hombres. Fueron despedidos en Cádiz por el general Queipo de Llano y el general Millán Astray y fueron recibidos en Nápoles por el rey de Italia Víctor Manuel III.

#### La Armada italiana
En los primeros seis meses de la guerra llegaron a los puertos sublevados unos cincuenta barcos mercantes italianos con material de guerra. El primero, el Emilio Morandi, llegó a principios de agosto de 1936 con el combustible especial que necesitaban los bombarderos S-81 llegados el 30 de julio. Según informaron los cónsules ingleses a su gobierno, en 1937 llegaron a los puertos de Sevilla, Cádiz y Huelva 183 mercantes italianos (frente a los 73 de antes de la guerra). En la ruta que seguían los mercantes la isla de Mallorca fue una escala estratégica, especialmente después de que el intento de reconquista por los republicanos fracasara en agosto de 1936 (para asegurar el dominio de la isla entre agosto y noviembre de 1936 estuvo anclado en la bahía de Palma el crucero Fiume).
Al mismo tiempo que Italia y Alemania suscribían el Pacto de No Intervención, se reunieron en dos ocasiones el almirante Canaris, jefe del Abwehr, el servicio de información alemán, con su homólogo italiano el general Mario Roatta, para planificar las misiones de las marinas de guerra de ambos países en su ayuda al bando sublevado.
En cuanto empezó a llegar en octubre de 1936 material de guerra de la Unión Soviética a la República, además de desplegar en el canal de Sicilia una escuadra italiana compuesta por ocho cruceros y tres flotillas de destructores para vigilar los movimientos de los barcos que se dirigían a puertos republicanos, se puso en marcha un plan secreto para que cuatro submarinos italianos atacaran esos barcos (y también los de bandera mexicana y española) y a la armada republicana. El jefe de la misión naval italiana en España, el capitán de navío Giovanni Remedio Ferreti, y el jefe del Estado Mayor de la Armada "nacional", el vicealmirante Cervera, acordaron que a bordo de cada uno de ellos iría un oficial de la Armada española, aunque ninguno de los cuatro era de submarinos, para que en caso de que fuera capturado el submarino fuera presentado como su comandante. Los cuatro submarinos Naiade, Topazio, Antonio Sciesa y Torricelli se hicieron a la mar en la primera quincena de noviembre y se dirigieron a Cartagena, puerto de entrada principal de la ayuda bélica soviética. La acción de estos submarinos se coordinó con los dos submarinos alemanes de la también secreta Operación Úrsula, que se relevarían en la vigilancia de las costas españolas. Los submarinos italianos, a diferencia de los alemanes, consiguieron un resonante éxito cuando el 22 de noviembre el Torricelli torpedeó el crucero republicano Miguel de Cervantes en el puerto de Cartagena causándole graves desperfectos, lo que lo dejó fuera de servicio durante año y medio (hasta abril de 1938) ya que en el dique seco de la base de Cartagena no cabía un crucero. Mientras que las autoridades republicanas culparon del ataque a "una flota extranjera", los "nacionales" dijeron que lo había realizado el submarino español B-5 que se había pasado al bando sublevado. El Comité de No Intervención no abrió ninguna investigación. Aunque más tarde hundieron un mercante español y averiaron otro, su mayor éxito fue que el ataque al Miguel de Cervantes paralizó a la flota republicana que evitaba salir de puerto.
Después de comprobar que el ataque al Miguel de Cervantes no había tenido consecuencias internacionales, la Armada italiana incrementó de forma notable su presencia en aguas españolas. Así a mediados de febrero de 1937 había 13 cruceros, 22 destructores, 2 lanchas torpederas, 7 buques auxiliares y 42 submarinos que habían desempeñado misiones en la guerra española. Y el 6 de diciembre de 1936 se creó el Ufficcio Spagna para coordinar el esfuerzo italiano en España, que incluyó el despliegue de los 48 000 soldados del CTV, contingente que empezó a ser desembarcado en Cádiz ese mismo mes.

### El Portugalsalazarista

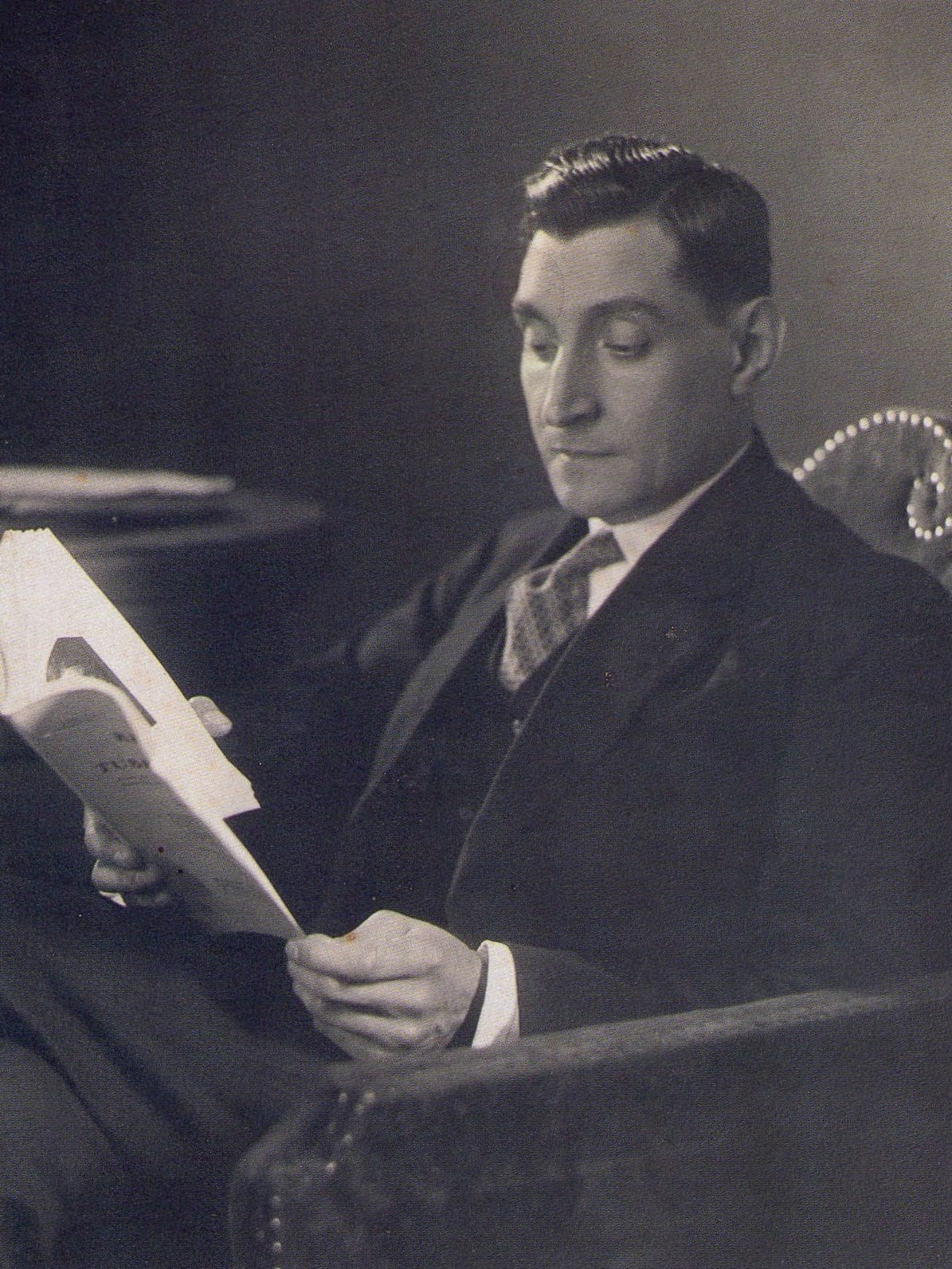
Oliveira Salazar hacia 1940.

Aunque menos aireada, la ayuda a los sublevados por parte de la dictadura de Oliveira Salazar de Portugal también fue importante, sobre todo en los primeros meses de la guerra porque dejó que los militares rebeldes utilizaran sus carreteras, ferrocarriles y puertos para comunicar la zona norte con Andalucía, y además devolvió a la zona sublevada a los republicanos que huían de la represión. Después Portugal constituyó una base de operaciones para la compra de armas y además fue un firme aliado de los sublevados en la "farsa" de la "no intervención", a quienes siempre defendió ante el Comité de No Intervención y en la Sociedad de Naciones. En una visita realizada a Londres por el ministro portugués de exteriores Armindo Monteiro a su homólogo británico Anthony Eden aquel le dejó claro a éste que el peligro lo constituían los "rojos", no Italia o Alemania:

Una victoria del Ejército [sublevado] no implicaría necesariamente una victoria de tipo político italiano o alemán, en tanto que una victoria de los rojos sería fatalmente una victoria de la anarquía, con graves consecuencias para Francia y, por ende, para Europa, donde la fuerza del comunismo era ya enorme

Por último los sublevados pudieron contar con unos 10 000 de "voluntarios" portugueses denominados Os Viriatos, aunque en realidad eran alistados y pagados en Portugal. También Portugal permitió el paso de suministros alemanes por sus puertos, violando así el acuerdo de "no intervención" que había suscrito.

### Voluntarios internacionales

#### La Brigada Irlandesa
La Brigada Irlandesa organizada y mandada por el general «protofascista» Eoin O'Duffy e integrada por 700 católicos dispuestos a luchar «al lado de las fuerzas cristianas», llegó a la España franquista a finales de 1936. Fue «la única fuerza organizada constituida íntegramente por voluntarios que se sumó al bando de Franco».
La brigada se integró en la Legión Extranjera formando la XV Bandera. Participó en la batalla del Jarama y en una fracasada operación de distracción previa a la Batalla de Guadalajara —en estos combates murieron una decena de hombres, algunos por "fuego amigo", y varios más fueron heridos—. Sin embargo la moral y la disciplina de los miembros de la brigada se fueron deteriorando tanto que el 13 de abril de 1937 el general Franco disolvió la unidad. En la decisión también pudo influir la negativa de O'Duffy a combatir en el frente vasco porque no quería luchar contra otros católicos (el Eusko Gudarostea). La Brigada volvió a Irlanda en junio de 1937.
A la iniciativa del general O’Duffy habían respondido el IRA y el Partido Comunista de Irlanda con la formación de la columna Connolly de las Brigadas Internacionales integrada por unos 200 voluntarios que combatieron del lado de la República española.

#### Requetés Rusos Blancos
Hubo varios militares rusos Zaristas del antiguo Movimiento Blanco (que se asentaron en España y Francia tras la Emigración blanca) que se sumaron a la causa monárquica tradicionalista del Carlismo (doctrina política al que eran muy afines), así como para continuar la Contrarrevolución internacional en una cruzada contra el comunismo bolchevique. En su gran mayoría eran pertenecientes de la Unión Militar Rusa (organización militar de veteranos del Ejército Imperial Ruso para apoyo mutuo en el exilio), aunque también había reclutas de otras organizaciones o por iniciativa individual. Muchos tuvieron que cruzar la frontera de Francia hacia España, para terminar integrándose a las unidades militares de los Requetés carlistas, sin mayor autonomía. Esto se debió a que hubo problemas financieros para enviar destacamentos rusos propios, de 1000 soldados, bajo la bandera del Regimiento Kornilov, así como otra oferta de  integrar 800 oficiales experimentados al ejército de Franco (pues no había dinero para pagar los viajes de rusos hacia España). Por lo que terminaron siendo parte mayormente del Tercio Doña María de Molina. También había otras nacionalidades (como Georgianos) entre estos voluntarios que incluían a todos los pueblos del antiguo Imperio Ruso. A su vez, el general y escritor, Nikolai Shinkarenko, le propuso a Franco el desarrollar una Unidad de Voluntarios Rusos (lo cual hubiera fomentado el reclutamiento de más rusos blancos), pero Franco rechazo la propuesta porque había pocos rusos en combate, (aproximadamente poco más de 100 rusos blancos). Los anticomunistas rusos también lucharon en la Legión Extranjera española y otras unidades del Ejército Nacional. Al final de las hostilidades, los voluntarios rusos fueron despedidos con títulos y premios, así como recibir la nacionalidad española.

## La intervención extranjera en favor de la República

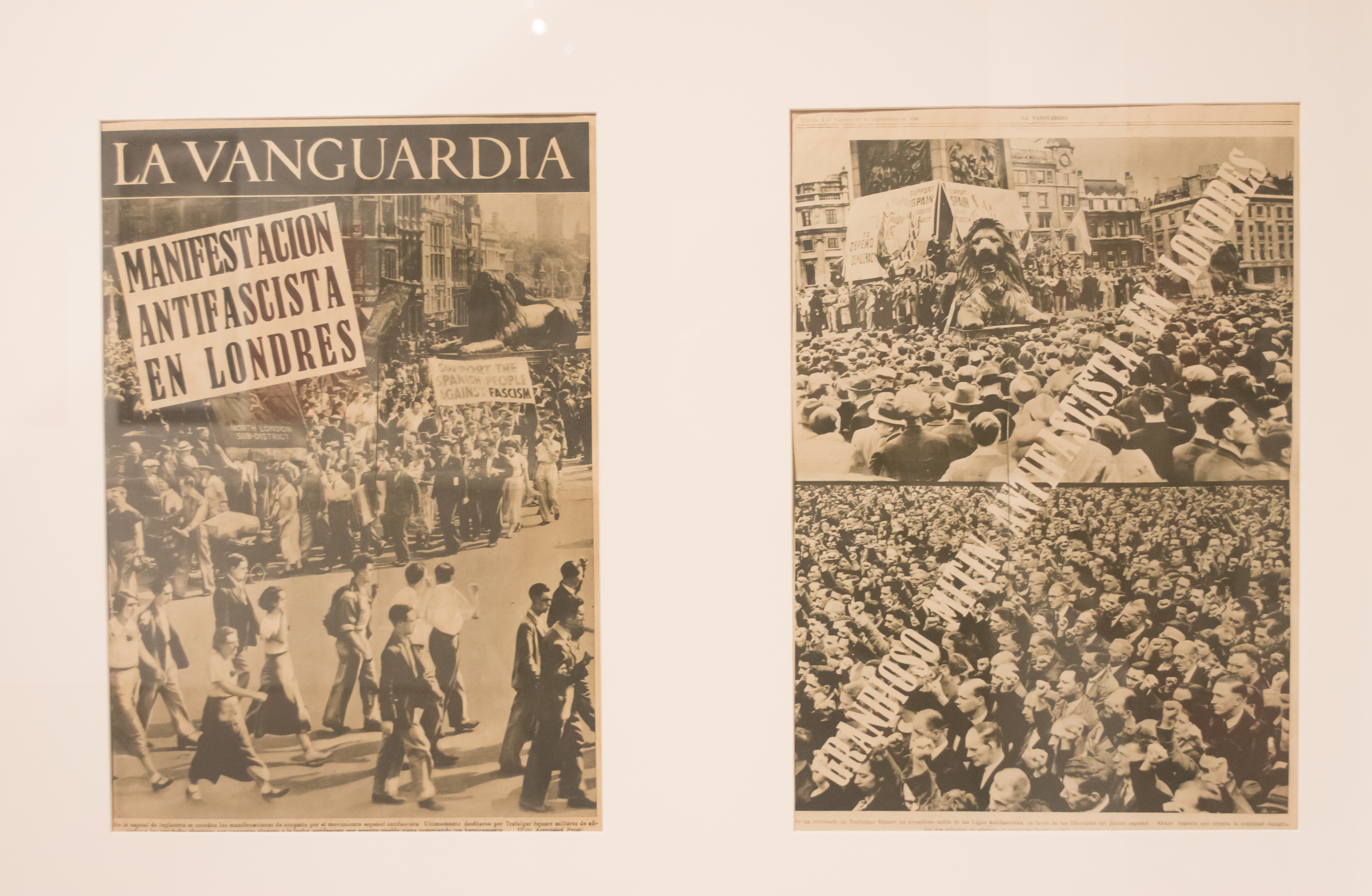
Imágenes en un periódico de una manifestación antifascista en Londres en apoyo al Gobierno republicano, en septiembre de 1936.

«En el caso gubernamental los combatientes extranjeros tuvieron una organización general que dio lugar a las Brigadas Internacionales (por las que pasaría también un total aproximado de 40 000 hombres) (...) El material de guerra que la República recibió fue esencialmente soviético, con algunas pequeñas partidas francesas, de artillería o aviones, y fusiles y munición mexicanos». La Unión Soviética fue la única gran potencia que ayudó realmente a la República.

### La Unión Soviética

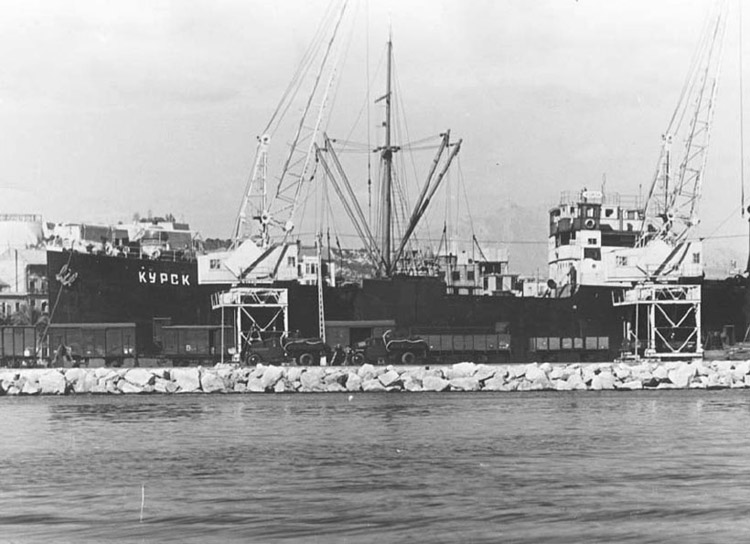
El carguero soviético Kursk desembarcando material militar para la República en el puerto de Alicante.

La ayuda soviética comenzó casi tres meses después de haber empezado la guerra civil, mientras los "nacionales" llevaban recibiendo suministros regulares de Italia y de Alemania desde su inicio, y gracias en parte a ello las fuerzas del "Generalísimo" Franco había acumulado victoria tras victoria y estaban a punto de iniciar el asalto a Madrid. «Las cosas cambiaron cuando Stalin decidió intervenir en la contienda».
La primera petición de ayuda soviética (armamento y municiones "de todo tipo y en grandes cantidades") la hizo el gobierno de José Giral inmediatamente después de producirse el golpe de Estado, a través del embajador soviético en París porque no había embajador en Madrid, a pesar de que la República española había establecido relaciones diplomáticas con la Unión Soviética en julio de 1933. Pero Stalin no respondió a la petición porque no quería enemistarse con Gran Bretaña y Francia (que defendían la "no intervención") con quienes quería cooperar para frenar a la Alemania nazi, y además Stalin pensaba que ayudar a la República española podría dar la impresión de que tenían razón los que decían que detrás del bando republicano estaba el "comunismo internacional". Por eso la URSS subscribió el 22 de agosto el Pacto de No Intervención. Pero cuando Stalin tuvo pleno conocimiento de la ayuda que estaba recibiendo el bando sublevado por parte de la Alemania nazi y la Italia fascista llegó a la conclusión de que si la República española era derrotada aumentaría el poder de las potencias fascistas en Europa lo que supondría una amenaza para la Unión Soviética (igual que para Francia, una posible aliada). Así fue como el 14 de septiembre de 1936 Stalin decidió enviar material bélico a la República española —dos días después ya estaba en funcionamiento la «Operación X» a cargo de oficiales de la NKVD (Comisariado del Pueblo del Interior) y el GRU (Servicio de inteligencia militar)— y ordenó además a la III Internacional o Komintern que organizara el envío de voluntarios, una decisión que fue adoptada por el Secretariado del Komintern el 18 de septiembre de 1936 y de la que surgieron las Brigadas Internacionales.
Según Ángel Viñas, la República habría recurrido finalmente a la ayuda soviética como consecuencia de la política de no intervención, dado que no encontró otra alternativa viable para defenderse ante la prohibición de importar armas y munición de los países occidentales firmantes del Pacto. Lo que está en consonancia con el testimonio del entonces presidente de la República, Manuel Azaña, que justificó la compra de armas a la Unión Soviética con el fin de «suplir la carencia de otros mercados en Europa y América. Sin esa circunstancia, la URSS no habría tenido mucho que hacer en la guerra de España».
Según Denis Smyth, «la intervención de Stalin en la guerra civil española no se debió a un resurgir del internacionalismo revolucionario en la política exterior soviética. Al contrario, la injerencia soviética en el conflicto civil español tenía como objetivo consolidar y quizás incluso completar con una alianza militar, el acercamiento de Moscú a las potencias occidentales frente a la común amenaza del nazismo». En este sentido son significativas las instrucciones que el comisario de Asuntos Exteriores, Maxim Litvinov, dio a principios de septiembre de 1936 al nuevo embajador soviético en Madrid, Marcel Rosenberg:

Hemos discutido en reiteradas ocasiones el problema de la ayuda al gobierno español después de su partida, pero hemos llegado a la conclusión de que no era posible enviar nada desde aquí (...). Nuestro apoyo proporcionaría a Alemania e Italia el pretexto para organizar una invasión abierta y un abastecimiento de tal volumen que nos sería imposible igualarlo [...]. No obstante, si se probara que pese a la declaración de No Intervención se sigue prestando apoyo a los sublevados, entonces podríamos cambiar nuestra decisión.

La prioridad dada a la seguridad de la Unión Soviética se puede comprobar también en un informe del vicejefe del servicio secreto militar soviético de principios del año 1937 en el que su autor (el comandante Anatoly Nikonov) afirmaba:

Una victoria de los fascistas en España puede crear las condiciones para reforzar la agresividad de todos los Estados fascistas; en primer lugar y ante todo, de la Alemania hitleriana, profundizando extraordinariamente el peligro de guerra en Europa, en especial de un ataque de Alemania contra Checoslovaquia y otros países democráticos y de una guerra contrarrevolucionaria contra la URSS.

Sin embargo, las verdaderas razones de la intervención soviética se disfrazaron con la retórica internacionalista y antifascista. Así se dio mucha publicidad al telegrama que envió Stalin a José Díaz, secretario general del PCE, en octubre de 1936, en el que le decía:

Los trabajadores de la Unión Soviética no hacen más que cumplir con su deber al prestar toda la ayuda que pueden a las masas revolucionarias de España. Son plenamente conscientes de que la liberación de España del yugo de los reaccionarios fascistas no es una preocupación exclusiva de los españoles, sino la causa común de toda la humanidad progresista que mira al futuro.

El primer transporte soviético que llegó a la España republicana fue el Neva que procedente de Odesa en el Mar Negro descargó en Alicante 2000 toneladas de alimentos el 25 de septiembre de 1936 después de una travesía de una semana. Poco después llegó el Kuban, del que se sospechó que llevaba fusiles y municiones. La primera remesa marítima de envíos bélicos soviéticos zarpó el 26 de septiembre de 1936 de Crimea y arribó a Cartagena el 4 de octubre y el primer transporte de armamento pesado (carros de combate con sus tanquistas) fue el del Komsomol que fondeó en Cartagena el 15 de octubre. Ocho días antes la URSS había anunciado que se consideraría liberada de las obligaciones contraídas con el Comité de No Intervención si no cesaban las violaciones del Pacto de No Intervención por parte de Alemania y de Italia en favor de los sublevados. A partir de aquella fecha los envíos de la ayuda soviética no cesaron.
Se ha afirmado que desde el 15 de octubre hasta el final de 1936 hubo 23 viajes con armas en barcos soviéticos y 10 en buques de otra nacionalidad. Sin embargo, según la documentación encontrada de la Operación X, nombre en clave de la operación de suministro a la España republicana, en 1936 solo hubo ocho viajes de buques soviéticos, cinco de mercantes españoles y dos de navíos extranjeros. Según esa misma documentación, estudiada por Gerald Howson, el material entregado a la República sería el siguiente: 623 aviones (más cuatro aviones de instrucción UTI), 331 tanques, 60 carros blindados, 1228 piezas de artillería, 15 008 ametralladoras y 379 645 rifles. Estas cifras son notablemente inferiores —especialmente en cuanto al número de aviones, de tanques y de carros blindados— a las proporcionadas por los historiadores y militares franquistas Ramón Salas Larrazábal y Jesús Salas Larrazábal en 1972-1974 (sintetizados en el libro del primero Los datos exactos de la guerra civil, publicado en 1980), y que después reprodujeron muchos historiadores, como por ejemplo Hugh Thomas: 1111 aviones, 900 tanques, 300 carros blindados, 1500 piezas de artillería, 15 000 ametralladoras y 540 000 rifles.
Por otro lado, Howson puntualiza que parte del material enviado por los soviéticos, especialmente las piezas de artillería y los rifles, era viejo y gastado (hasta el 10 de agosto de 1937 no llegó ningún rifle soviético moderno, pues los enviados hasta entonces provenían de diversos países y eran de diez tipos y seis calibres diferentes; la primera pieza de artillería moderna, los cañones antitanque de 45 mm no comenzaron a llegar hasta finales de abril de 1937; y los cañones antiaéreos, a diferencia de los alemanes de 88 mm, no podían ser utilizados como artillería de campaña). Howson también afirma que la documentación de los Archivos Militares Rusos estudiada por él revela asimismo «que a fuerza de alterar subrepticiamente el tipo de cambio de rublo a dólar por cada uno de los artículos que enviaban, desde un bombardero hasta rodamientos y bujías, los soviéticos le estafaron a la República española millones de dólares (probablemente hasta 51 millones de dólares, tan sólo en ventas de armas)».

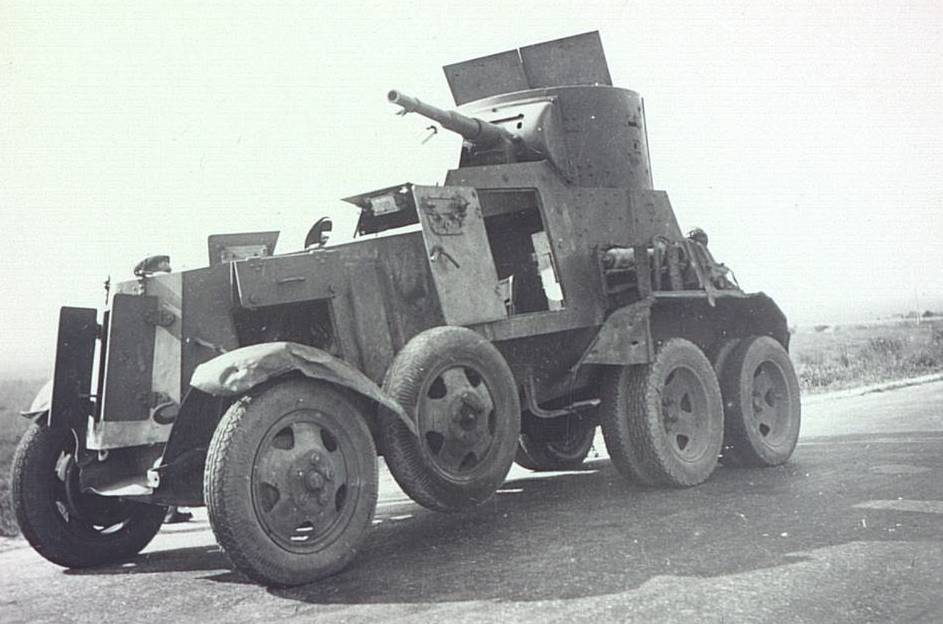
Automóvil blindado de origen soviético BA-6 en servicio en el Ejército Popular de la República

Las cifras proporcionadas por Howson en 1998 son las que en la actualidad admiten como válidas los historiadores, con ligeras variaciones. Así, por ejemplo, Julián Casanova afirma que la URSS envió a la República unos 700 aviones y unos 400 tanques, acompañados de unos 2000 técnicos, pilotos y asesores militares (y también agentes del NKVD, la policía secreta estalinista, bajo el mando de Alexander Orlov). Asimismo envió combustible, ropa y alimentos, parte de ellos sufragados con donaciones populares —alentadas por las autoridades soviéticas—. Otros historiadores precisan más las cifras y afirman que la URSS envió 783 aviones (291 Chato, 276 Mosca, 92 Tupolev SB-2 Katiuska, 93 Polikarpov R-Z Natacha y 31 Polikarpov R-5 Rasante; una parte de ellos conducidos por pilotos soviéticos), 331 carros de combate (282 T-26 B y 50 BT-5), 1699 piezas de artillería, 60 automóviles blindados (20 FAI y 40 BA-3 y BA-6), 450 000 fusiles Mosin-Nagant, 20 486 ametralladoras y ametralladoras ligeras DP-27 y 30 000 toneladas de munición.
A lo largo del mes de octubre de 1936 llegaron 30 aviones de bombardeo Túpolev SB (10 el 15 de octubre, 10 el 19 de octubre y 10 el 21 de octubre). El día 28 llegó un nuevo transporte con 25 cazas Polikarpov I-15. Estos 55 aviones remitidos desde la URSS «equilibraron» (relativamente) la situación aérea y «pusieron coto (por algún tiempo) al dominio indisputado del aire que habían disfrutado los franquistas gracias al volumen y calidad de la ayuda aeronáutica ítalo-germana». El 29 de octubre de 1936, entraron en acción por primera vez tanques rusos T-26 tripulados por soviéticos que atacaron a la caballería franquista. En 1937 había 125 carros de combate soviéticos al mando del general soviético Dmitri Pávlov. Al año siguiente, dos Tupolev SB pilotados por soviéticos bombardearon el acorazado alemán Deustchland en aguas de Ibiza, resultando muertos 22 tripulantes y heridos 75, de los que más tarde morirían 9.
El 12 de diciembre de 1936, el crucero Canarias hundió frente a Orán el Komsomol cuando realizaba su tercer viaje a España llevando material de guerra, aunque su destino oficial era Gante, en Bélgica, y su carga declarada eran 7000 toneladas de mineral de manganeso (esta era la forma más frecuente de "camuflar" a los mercantes soviéticos que se dirigían a España con material de guerra, y además, para sortear y confundir a los barcos "nacionales", a veces también iban acompañados de barcos soviéticos "inocentes" que ni se dirigían a España ni transportaban material de guerra, para desesperación de las autoridades navales "nacionales" que los detenían y revisaban la carga, teniendo que dejarlos marchar a continuación). El Komsomol fue avistado en alta mar entre las costas de Alicante y de Argelia por el crucero Canarias que le obligó a detenerse. El capitán del barco soviético se puso en comunicación con el mando naval soviético en el Mar Negro que le ordenó que abriera las escotillas y hundiera el barco y que la tripulación, 34 hombres y 2 mujeres, quedara prisionera del Canarias para posiblemente poder demostrar que unos marineros inocentes de un barco neutral estaban en una "cárcel fascista". Según la versión soviética posterior esto fue lo que sucedió (la tripulación además de abrir las escotillas prendió fuego al barco) pero según la versión del jefe de la flota "nacional" el Komsomol fue hundido por el Canarias de 56 cañonazos por sospechar que el barco llevaba armas. "Por algún motivo, los detalles del hundimiento se mantuvieron en secreto en la URSS. La noticia quizás hubiera demostrado la incapacidad soviética para defender su propia navegación o acaso hubiera revelado el tráfico de armas".
La ayuda soviética nunca pudo compensar la masiva intervención militar de la Italia fascista y la Alemania nazi debido a la limitada capacidad de la industria bélica soviética y a las dificultades logísticas para los envíos desde la URSS a España: «la distancia que nos separa de España hace muy difícil la posibilidad de prestar cualquier forma de ayuda militar» (así razonaba internamente la diplomacia soviética en agosto de 1936). Según Enrique Moradiellos habría que añadir un segundo motivo para que la intervención soviética nunca igualara al bloque ítalo-germano: las «razones de orden político-estratégico supremas que impelían a la cautela y a la evitación de la guerra por razones de seguridad del régimen soviético y de sus expuestas fronteras europeas y asiáticas». Así lo reconoció el propio Stalin al embajador republicano en Moscú en el verano de 1937. Este es el mensaje que envió el embajador Marcelino Pascua al presidente de la República Manuel Azaña:

Terminantemente, [Stalin] le reitera que aquí [en Moscú] no persiguen ningún propósito político especial. España, según ellos, no está propicia al comunismo, ni preparada para adoptarlo, y menos para imponérselo, ni aunque lo adoptara o se lo impusieran podría durar, rodeado de países de régimen burgués, hostiles. Pretenden impedir, oponiéndose al triunfo de Italia y de Alemania, que el poder o la situación militar de Francia se debilite. [...] El Gobierno ruso tiene un interés primordial en mantener la paz. Sabe de sobra que la guerra pondría en grave peligro al régimen comunista. Necesitan años todavía para consolidarlo. Incluso en el orden militar están lejos de haber logrado sus propósitos. Escuadra, apenas tienen, y se proponen construirla. La aviación es excelente, según se prueba en España. El ejército de tierra es numeroso, disciplinado y al parecer bien instruido. Pero no bien dotado en todas las clases de material. [...] Gran interés en no tropezar con Inglaterra.

Para pagar la ayuda soviética el gobierno republicano de Largo Caballero ordenó transportar a Moscú una parte importante de las reservas de oro del Banco de España que estaban guardadas en el Arsenal de la base naval de Cartagena. Cuatro barcos soviéticos, escoltados por la flota republicana hasta las costas de Argelia, fueron los que transportaron las quinientas toneladas de oro desde Cartagena, de donde partieron el 25 de octubre de 1936, hasta el puerto de Odesa. La operación fue organizada por Kuznetsov.
La Unión Soviética carecía de flota en el Mediterráneo, por lo que la ayuda a la República en el campo naval se limitó a una treintena de oficiales de la Armada soviética (que actuaban con seudónimos españoles) encabezados por el capitán de navío Nikolái Kuznetsov, cuya máxima preocupación fue asegurar que los barcos mercantes que traían el material bélico soviético desde el Mar Negro fueran escoltados por la marina republicana para que llegaran a los puertos de destino. Estos asesores, según un informe "reservado y confidencial" elaborado hacia el final de la guerra para el presidente Negrín, eran "considerados -dentro de la Flota- como huéspedes molestos a los que hay soportar con amabilidad. Lo mismo ocurre en la base naval de Cartagena".

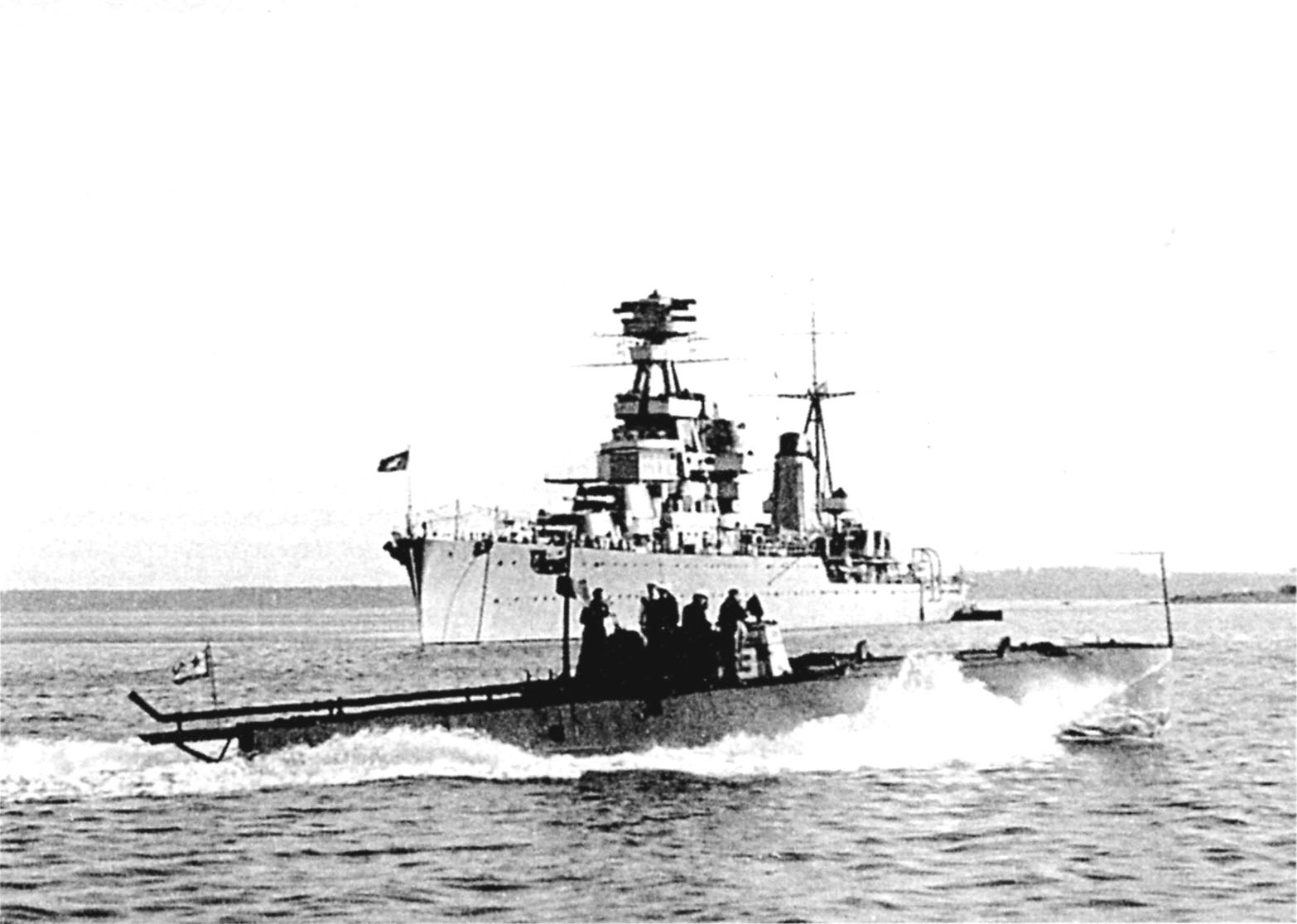
Lancha torpedera soviética de clase G-5 pasando por proa del crucero Kirov.

La misión defensiva de la flota republicana casi impuesta por Kuznetsov, que era la propia de la marina soviética de entonces, fue una de las razones por las que en la marina republicana no se llegara a desarrollar "una mentalidad de combate agresiva como la que había sido característica de la Armada de los sublevados desde el principio del conflicto".
A diferencia de lo que ocurrió con el bando sublevado que fue apoyado por las armadas italiana y alemana, la República sólo recibió de la URSS cuatro lanchas torpederas de clase G-5 que llegaron en mayo de 1937 (una idea de Kuznetsov). Eran de 18 toneladas, alcanzaban los 35 nudos y llevaban dos tubos lanzatorpedos y sus mandos eran soviéticos con dotaciones españolas adiestradas por ellos, pero su utilidad fue escasa ya que fueron estacionadas en Portman junto a la base de Cartagena a la que la flota "nacional" no se acercaba por temor a las baterías de costa. La única operación en las que iban a ser protagonistas fue la que después sería conocida como la batalla de Cabo de Palos que inicialmente iba a consistir en una rápida incursión de las cuatro lanchas en la base "nacional" de Palma de Mallorca pero que se frustró por el mal tiempo y las lachas no se hicieron a la mar.

### Las Brigadas Internacionales

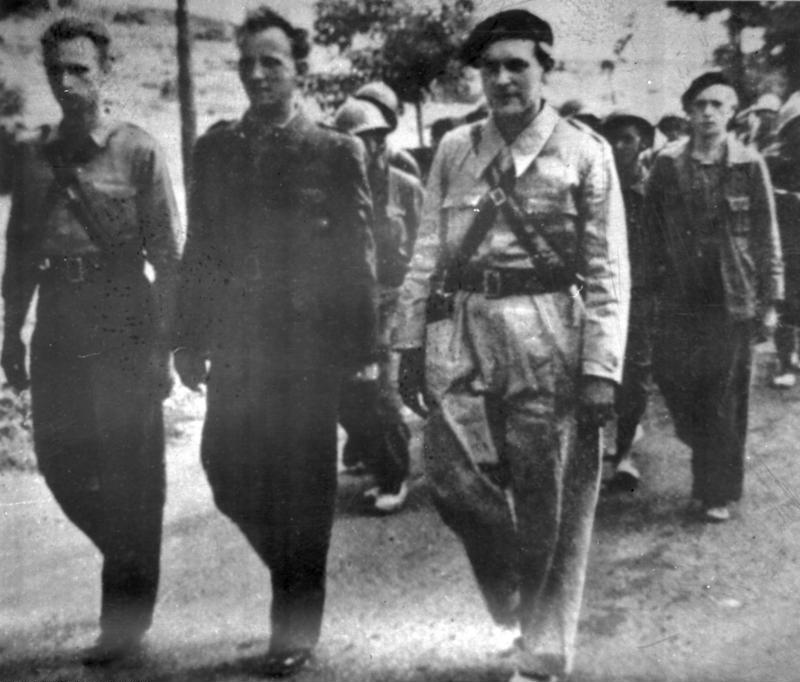
Miembros de las Brigadas Internacionales.

Bandera de las Brigadas Internacionales.

Las Brigadas Internacionales no se formaron espontáneamente como sostuvo la Internacional Comunista, sino fue ella quien las organizó (a partir de la decisión tomada por su Secretariado el 18 de septiembre de 1936, a instancias de Stalin) y del reclutamiento y de los aspectos organizativos se encargaron dirigentes del Partido Comunista Francés, encabezados por André Marty (el centro de reclutamiento se estableció en París). Pero muchos de sus integrantes sí fueron verdaderamente "voluntarios de la libertad" (como decía la propaganda republicana) llegados desde los países dominados por dictaduras y por el fascismo, como Alemania, Italia o Polonia, pero también de los países democráticos como Francia (que aportó el mayor número de brigadistas, unos 9000), Gran Bretaña y Estados Unidos (con el famoso batallón Lincoln que llegó más tarde, a finales de 1936, y cuya entrada en combate se produjo en la batalla del Jarama en febrero de 1937). Así pues, las Brigadas Internacionales no eran el "Ejército de la Komintern" como aseguraba la propaganda del bando sublevado, instrumento de la política de Stalin. Un trabajador inglés que se enroló en las brigadas internacionales le explicó así en una carta a su hija por qué había venido a combatir a España:

De todos los países del mundo, gente obrera como yo han venido a España a parar al fascismo. Así, aunque estoy a miles de millas de ti, estoy luchando para protegerte a ti y a todos los niños de Inglaterra, así como a la gente de todo el mundo

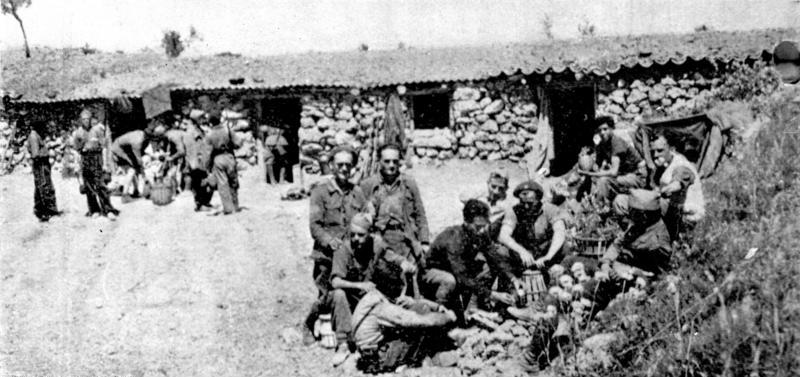
El batallón Etkar André de las Brigadas internacionales.

Hugh Thomas en su obra clásica sobre la guerra civil española cifró el número de brigadistas que combatieron en España en unos 40 000, muy lejos de los 100 000 que daba la propaganda franquista para hinchar la influencia del "comunismo internacional". Estudios más pormenorizados y recientes sitúan la cifra en algo menos de 35 000, no muy lejos por tanto de la cifra estimada por Thomas. Lo que también está demostrado es que nunca hubo más de 20 000 combatientes a la vez y que murieron en combate unos 10 000.
El centro de entrenamiento se situó en Albacete y allí se organizaron las cinco brigadas numeradas de la XI a la XV. La XI, mandada por el general soviético Kléber, y la XII, mandada por el escritor húngaro Maté Zalka "Lukács", tuvieron un papel destacado en la batalla de Madrid. Los voluntarios canadienses formaron el Batallón Mackenzie-Papineau (los Mac-Paps). También hubo un pequeño grupo de pilotos estadounidenses que formaron el Escuadrón Yankee, liderado por Bert Acosta. Hubo brigadistas famosos, escritores y poetas como Ralph Fox, Charles Donnelly, John Cornford y Christopher Caudwell que describirían sus experiencias en el frente. Además de los brigadistas hubo unos 20 000 voluntarios que sirvieron en unidades médicas o auxiliares.
En 1938 el número de brigadistas se había reducido ostensiblemente (quedaba un tercio aproximadamente) y el 21 de septiembre de ese año el presidente del gobierno republicano Juan Negrín anunció en Ginebra, ante la Asamblea general de la Sociedad de Naciones, la retirada inmediata y sin condiciones de todos los combatientes extranjeros que luchaban en el bando republicano, con la esperanza de que el bando sublevado hiciera lo mismo. Un mes después, el 28 de octubre de 1938, desfilaban por última vez por las calles de Barcelona las Brigadas Internacionales en un acto encabezado por el presidente de la República Manuel Azaña y el presidente del gobierno Juan Negrín al que asistieron unas 250 000 personas. Por esas mismas fechas Mussolini retiró unos 10 000 soldados del CTV "como gesto de buena voluntad" hacia el Comité de No Intervención, pero unos 30 000 soldados italianos siguieron combatiendo en España hasta el final de la guerra.

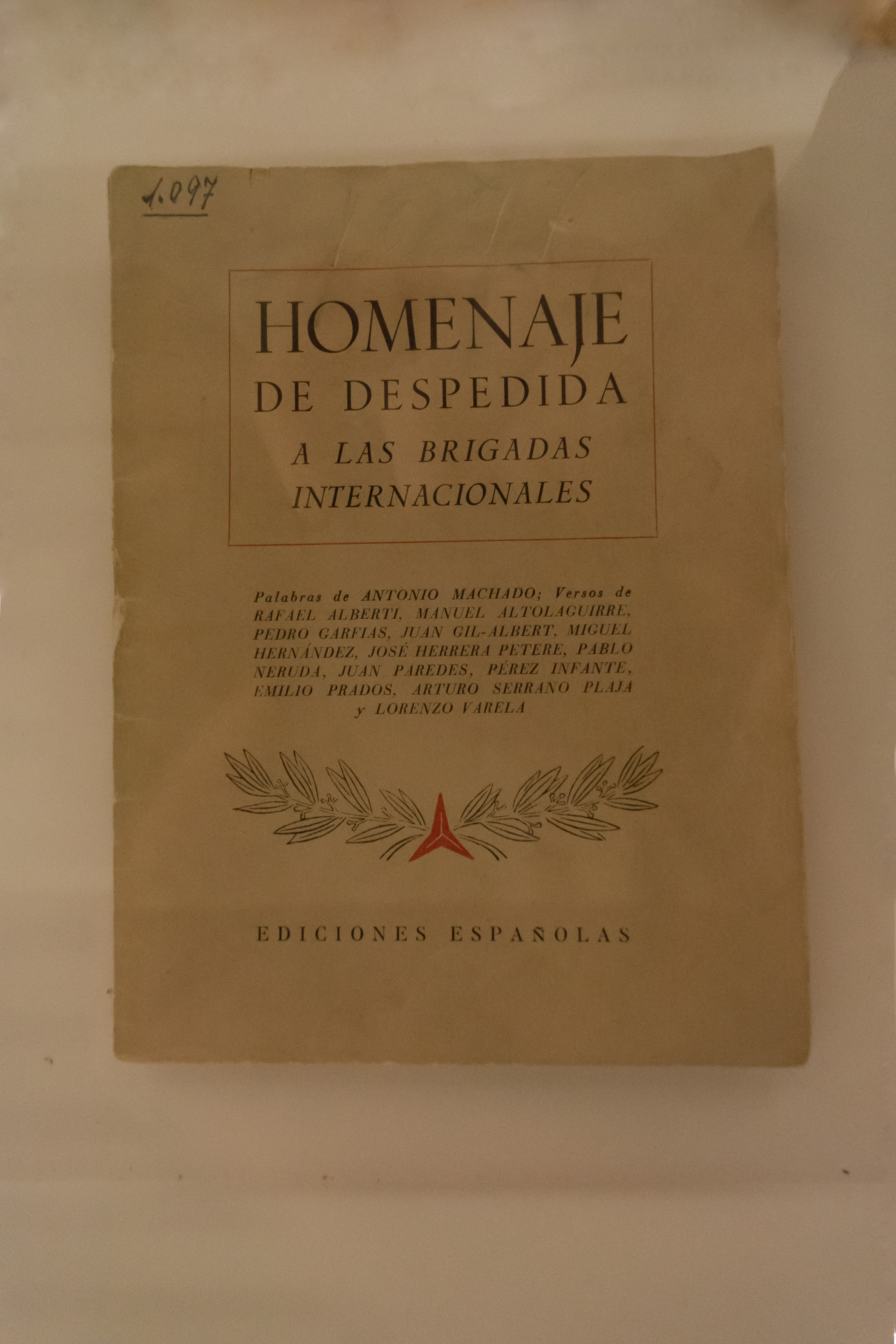
Libro de homenaje de despedida a las Brigadas Internacionales después de su retirada en 1938.

### México
México apoyó la causa republicana de forma militar, diplomática y moral: proveyendo a las fuerzas leales de 20 000 rifles, municiones (se habla de un aproximado de 28 millones de cartuchos), 8 baterías, algunos aviones y comida, así como creando asilos para cerca de 25 000 españoles republicanos, dando protección, techo, alimentación y comida a miles de intelectuales, familias y niños que llegaron al puerto de Veracruz. Argentina cooperó en la evacuación de asilados hacia Francia con dos buques de la Armada Argentina, el ARA 25 de Mayo y el ARA Tucumán. La embajada argentina en Madrid, también ayudó a salvar a cientos de civiles que huían de las represalias republicanas.

### Francia

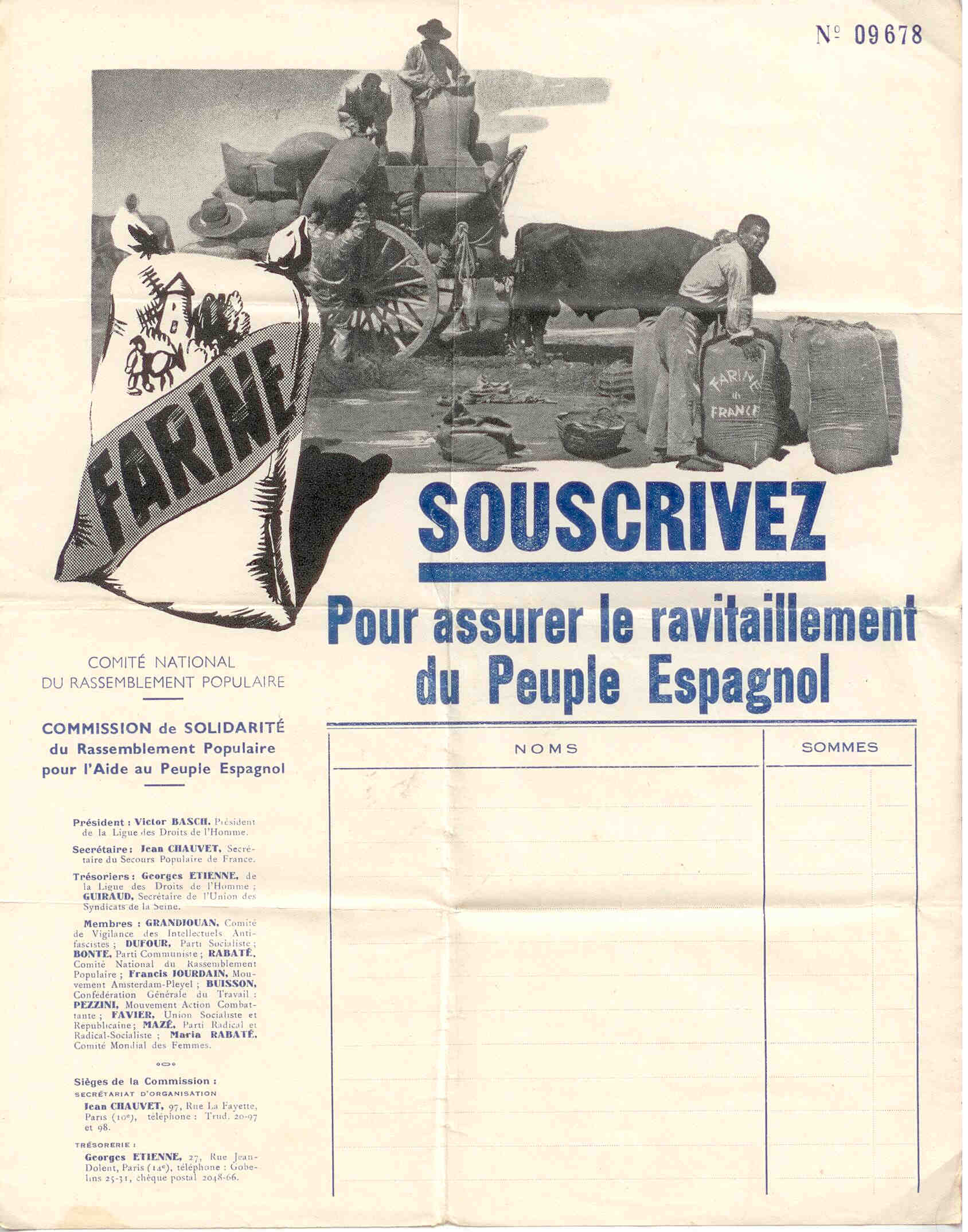
Hoja de inscripción del Rassemblement Populaire para la ayuda a la República Española.

Mientras estuvo en el poder el Frente Popular (hasta el 22 de julio de 1937 y entre el 13 de marzo y el 10 de abril de 1938), Francia mantuvo una posición que el presidente del gobierno León Blum calificó de «no intervención relajada», lo que significaba que el gobierno francés permitía la entrada en España de algunos materiales de guerra siempre que estuvieran convenientemente camuflados. Sin embargo, solo una pequeña parte procedía de la propia Francia y las llegadas del material comprado en otros países fueron intermitentes y poco abundantes, «excepto durante las doce semanas que van del 17 de marzo al 13 de junio de 1938, cuando Blum abrió la frontera y Daladier, quien le sucedió como primer ministro, la mantuvo abierta hasta que los británicos le forzaron a cerrarla». En ese periodo pudo entrar en España el material de guerra soviético que en doce viajes había llegado al puerto francés de Burdeos desde el puerto de ruso de Murmansk, en el Ártico. Tres transportes soviéticos que llegaron a Burdeos después del cierre de la frontera pudieron hacer llegar su cargamento ―90 cazas ‘’Mosca’’― a España por carretera.
El gobierno republicano compró a Francia entre 222 y 270 aviones, pero solo 60 de ellos eran modernos ―y todos fueron entregados desarmados, «sin medios para instalar las armas y sin piezas de recambio, pilotos entrenados ni artilleros»―. Los otros eran aviones militares obsoletos ―fabricados a principios de los años 1920―, aviones de instrucción y aviones civiles sin ninguna utilidad militar.
Los republicanos organizaron las operaciones clandestinas de compra de armas desde París. Estuvieron a cargo de ellas tres profesores de derecho que estaban allí al principio de la guerra (Fernando de los Ríos, Pablo de Azcárate y Luis Jiménez de Asúa), pero estos no tenían ninguna experiencia comercial, ni sabían nada de armamentos, ni de aviones. Se creó una Comisión de Compras bajo la dirección del nuevo embajador Luis Araquistáin que fue reemplazada en febrero de 1937, por orden del ministro de Marina y Aire Indalecio Prieto responsable de la compra de armas, por una Oficina Técnica, integrada por militares.

### Polonia
La dictadura militar polaca Sanacja encabezada por el coronel Józef Beck simpatizaba con los sublevados ―les llegó a vender varios cazas obsoletos al principio de la guerra― pero estaba necesitada de dinero para financiar su programa de rearme y así Polonia se convirtió en el segundo proveedor de armas a los republicanos, después de la Unión Soviética. Pero en realidad lo que los polacos les vendieron a precios exorbitantes fue «chatarra»: «reservas de armas y municiones rechazadas o retiradas del servicio como peligrosas por haber estado almacenadas demasiado tiempo o por deficiencias en el diseño o la fabricación; cañones de campaña y obuses antiguos y gastados de 1905 sin equipo para transporte ni miras y con apenas munición para una semana, vendidos al precio de los cañones modernos nuevos de fábrica y producidos en 1936, más un 25 por 100 extra; tanques Renault anticuados y rechazados por el ejército polaco por ser inútiles para el combate y trampas mortales para sus tripulaciones». El gobierno polaco obtuvo a cambio 40 millones de dólares y para ocultar la venta se hizo a través de una cadena de intermediarios. Gerald Hobson ha calificado la venta de armas polaca como un «comercio sin escrúpulos». Según explicó uno de los agentes polacos que participó en la operación, «a base de vender basura a los españoles a precios exorbitantes, fuimos capaces de restablecer la solvencia del banco polaco».

### Checoslovaquia
Checoslovaquia, que era el mayor exportador de armas del mundo, vendió armas a los republicanos pero la operación, según Gerald Howson, constituyó «uno de los capítulos más oscuros de la historia de la no intervención», ya que los generales checoslovacos que tenían que aprobar las remesas de armas retrasaban la firma para ir cobrando sucesivas «comisiones». Y como los envíos se hacían a través de Bolivia, para no comprometer al gobierno de Edvard Benes que había firmado el Acuerdo de No Intervención, también hubo que pagar sobornos a los gobernantes bolivianos. Finalmente fueron los soviéticos, tras haberse negado en varias ocasiones, los que actuaron como intermediarios y enviaron las armas checoslovacas a España entre abril y mayo de 1938 a través de Francia. Eran 50 000 rifles, 2000 ametralladoras y 70 millones de cartuchos. Esta fue la única remesa de armas de Checoslovaquia que llegó a la España republicana.

### Estados Unidos
El presidente Franklin D. Roosevelt estableció un «embargo moral» por el que los fabricantes y comerciantes de armas estadounidenses se abstendrían por voluntad propia de abastecer a ninguno de los dos bandos de la guerra civil española. Sin embargo el embajador español en México, Félix Gordón Ordás, recibió varias ofertas de armas provenientes de Estados Unidos y de Canadá y a pesar de los obstáculos que pusieron varios bancos británicos y norteamericanos para las transferencias de divisas de México a Estados Unidos Gordón Ordás consiguió enviar cierto material bélico a España. Fueron veinte aviones civiles, nueve de los cuales llegaron en enero de 1938 al puerto francés de El Havre a bordo del mercante Ibai junto con una remesa de armas procedente de Bolivia. Pero las compras más útiles, realizadas por el teniente coronel Francisco León Trejo, fueron una serie de talleres móviles Ford para el mantenimiento de los aviones republicanos y 24 aeromotores F-54 Wright Cyclone que permitieron aumentar la potencia de los cazas ‘’Mosca” I-16. La trama más compleja fue la ideada para hacer llegar a España cincuenta biplanos Grumman, treinta y cuatro de los cuales consiguieron ser llevados a Francia. También se compraron 3000 camiones a General Motors, mientras que los franquistas consiguieron adquirir 12 000. Por otro lado, a los republicanos se les prohibió comprar aceite y petróleo en Estados Unidos, pero Texaco, Standard Oil y otras empresas norteamericanas les vendieron a los franquistas todo el crudo que necesitaron.

### Grecia
Grecia mantuvo relaciones diplomáticas formales con la república, pero el régimen del 4 de agosto, la dictadura de Ioannis Metaxas, simpatizaba con los nacionalistas. Grecia se unió a la política de no intervención en agosto de 1936, pero desde el principio, el gobierno griego consintió en la venta de armas a ambos lados. El proveedor oficial fue Pyrkal, o Compañía Griega de Cartuchos y Pólvora (GPCC), y la personalidad clave detrás del acuerdo fue el director de la GPCC, Prodromos Bodosakis-Athanasiadis. La empresa aprovechó parcialmente el Plan Schacht anterior, un acuerdo de crédito germano-griego que permitió compras griegas a Rheinmetall-Borsig; algunos de los productos alemanes fueron posteriormente reexportados a la España republicana. Sin embargo, GPCC también vendía sus propias armas, ya que la empresa operaba varias fábricas y, en parte gracias a las ventas españolas, se convirtió en la empresa griega más grande. La mayor parte de las ventas griegas fueron para la República. Para los españoles los acuerdos los negociaron Grigori Rosenberg, hijo de un conocido diplomático soviético, y Máximo José Kahn Mussabaun, el representante español en el consulado de Tesalónica.  Los envíos partían generalmente del Pireo; eran barcos camuflados y con banderas cambiadas, se dirigían oficialmente a puertos situados en México. Se sabe que las ventas continuaron desde agosto de 1936, hasta al menos noviembre de 1938. Se desconoce el número exacto de envíos, pero siguió siendo significativo, ya que en noviembre de 1937, se declaró que 34 barcos griegos no cumplían con el acuerdo de no intervención, y la marina nacionalista se apoderó de 21 embarcaciones solo en 1938. Los detalles de las ventas a los nacionalistas no están claros, pero se sabía que eran muchos menos. Se desconoce el valor total de las ventas griegas. Un autor afirma que solo en 1937, los envíos de GPCC ascendieron a $ 10,9 millones para los republicanos y $ 2,7 millones para los nacionalistas y que a fines de 1937 Bodosakis firmó otro contrato con los republicanos por £ 2,1 millones (alrededor de $ 10 millones), pero no está claro si se entregó la munición contratada. Las armas vendidas incluyeron artillería (como 30 piezas de cañones de 155 mm), ametralladoras (al menos 400), cartuchos (al menos 11 m), bombas (al menos 1.500) y explosivos (al menos 38 toneladas de TNT).

## La financiación de la guerra y el "Oro de Moscú"
La República financió la guerra con las reservas de oro del Banco de España que envió a la Unión Soviética (lo que la propaganda franquista llamó el "oro de Moscú"), menos una cuarta parte que fue vendida a Francia (el "oro de París" del que la propaganda franquista nunca habló). El "oro de Moscú" estaba destinado "al pago del armamento adquirido a Rusia y otros países que hubo de abonarse siempre, mientras que las entregas alemanas e italianas [a los sublevados] eran gratis o con pago diferido en mercancías. Se evalúa el oro salido [hacia Moscú] en 510 toneladas, con un valor de 530 millones de dólares de la época. Hoy sabemos que no hay más oro de Moscú que ese, que fue invertido en su totalidad en la compra de armas".

### La República y el "Oro de Moscú"
El gobierno republicano contaba con las reservas de oro del Banco de España que fueron vitales para sostener el esfuerzo bélico de una guerra que duró tres años. Se guardaban en los sótanos del edificio principal del Banco de España en la plaza de la Cibeles de Madrid y ascendían a 707 toneladas en lingotes y monedas, con un valor aproximado entonces de entre 783 y 805 millones de dólares. Constituía una de las principales reservas de oro del mundo.
El 21 de julio de 1936, sólo cuatro días después del inicio del golpe de Estado, el ministro de Hacienda del Gobierno de Manuel Arias ordenó el envío urgente a París en avión de unas 40 toneladas de oro, "por las que el Tesoro republicano obtuvo 507 millones de francos que sirvieron para comprar armas y municiones antes que el Acuerdo de No Intervención se pusiera en marcha". Dos meses después el gobierno de Largo Caballero, cuando las tropas sublevadas se acercaban a Madrid, decidió por unanimidad el 12 de septiembre sacar de la capital las reservas de oro del Banco de España para que no cayeran en manos de los sublevados. La operación fue organizada por el ministro de Hacienda del nuevo gobierno, Juan Negrín (que ocho meses después pasaría a presidirlo), quien comunicó al presidente del Banco de España, el exministro republicano Lluís Nicolau d'Olwer que el destino del oro serían los polvorines de La Algameca en la base naval de Cartagena. Los consejeros del Banco se opusieron a la medida y los pocos que quedaban leales a la República también se pasaron al bando sublevado donde formaron el "Consejo del Banco de España nacional", con sede en Burgos, bajo la presidencia del subgobernador del banco en el momento de la sublevación Pedro Pan. Los últimos lingotes de oro y sacos de monedas llegaron a Cartagena el 21 de septiembre (en total 560 toneladas de oro).
Ante el endurecimiento de la política de "no intervención" que afectaba sobre todo a la República (porque las potencias fascistas seguían suministrando ayuda a Franco) y la decisión de la Unión Soviética de acudir en ayuda de la República, el único país europeo que iba a hacerlo, el presidente Largo Caballero comunicó el 15 de octubre de 1936 al embajador soviético Marcel Rosenberg su petición de que el Gobierno soviético aceptara el depósito en Moscú bajo la custodia del gobierno soviético de la mayoría del oro guardado en Cartagena, 510 toneladas. Cuatro barcos soviéticos lo trasportaron al puerto de Odesa en el Mar Negro y de allí en tren llegó a Moscú a comienzos de noviembre de 1936.
La oportunidad y el acierto de la decisión de depositar en Moscú la mayor parte de las reservas de oro del Banco de España ha sido objeto de polémica entre los historiadores. Unos afirman, siguiendo fundamentalmente las investigaciones de Ángel Viñas que el gobierno republicano no tenía otra opción, debido a la hostilidad que habían mostrado hacia la República los bancos de Gran Bretaña y Francia (que constituían la otra alternativa), por lo que la Unión Soviética era la única que garantizaba armamento y alimento a cambio de oro. Por el contrario Pablo Martín-Aceña, un investigador especializado en la financiación de la guerra civil, cree que el gobierno de la República decidió con precipitación antes de haber explorado otras opciones, como Francia e incluso Estados Unidos.
La propaganda franquista dijo que el oro del Banco de España (al que llamó el "oro de Moscú") había sido robado por la República y entregado a Stalin sin contrapartidas. Ángel Viñas llegó a la conclusión de que el depósito de oro se agotó menos de un año antes del final de la Guerra Civil, gastándose íntegramente en pagos de armamento (incluyendo los costes de la operación). Autores como Martín-Aceña u Olaya Morales critican los modelos hipotéticos de Viñas, que en su opinión carecen de pruebas que los validen al cien por cien, resultando por el momento imposible afirmar si fue así. Si, efectivamente, el depósito de oro fue íntegramente vendido a los soviéticos, queda no obstante sin responder la cuestión del gasto de todas las divisas generadas por la venta del oro y transferidas a la Banque Commerciale de l'Europe du Nord de París, ya que no se ha encontrado ningún documento, soviético o español, referente a tales operaciones. Martín-Aceña concluye que «la investigación del oro no se ha cerrado del todo».
Una tercera parte del producto de la venta se quedó en la Unión Soviética para liquidar los suministros bélicos enviados a España y saldar diversas compras y gastos. Las otras dos terceras partes fueron transferidas a París, a la Banque Commercial pour l'Europe du Nord. Por su parte el Banco de Francia adquirió 174 toneladas de oro, una cuarta parte del total de las reservas, por las que pagó a la Hacienda republicana 195 millones de dólares. En total, entre el "oro de Moscú" (tres cuartas partes de las reservas del Banco de España) y el "oro de París" las autoridades republicanas obtuvieron 714 millones de dólares que fue el coste financiero de la guerra civil para la República. En Rusia no quedó nada del oro español y las reservas estaban prácticamente agotadas en el verano de 1938. El problema fue que debido a la política de "no intervención" en muchas ocasiones los emisarios de la República fueron estafados por los traficantes de armas que les vendieron equipos obsoletos a precios mucho mayores del coste real. Los gobiernos republicanos también fueron estafados por la propia Unión Soviética, como ha señalado Gerald Howson, o por Polonia y otros países que abusaron de la precaria situación republicana para venderles "chatarra bélica". Howson también afirma que la documentación de los Archivos Militares Rusos estudiada por él revela asimismo «que a fuerza de alterar subrepticiamente el tipo de cambio de rublo a dólar por cada uno de los artículos que enviaban, desde un bombardero hasta rodamientos y bujías, los soviéticos le estafaron a la República española millones de dólares (probablemente hasta 51 millones de dólares, tan sólo en ventas de armas)».

### Los sublevados
Como los sublevados no contaban con oro la mayor parte del coste de la guerra (unos 700 millones de dólares, una cantidad similar a la gastada por la República) fue sufragada mediante créditos obtenidos de Italia y de Alemania. Italia concedió al bando sublevado entre 413 y 456 millones de dólares, mientras que Alemania 240 millones. La Alemania nazi se cobró una parte del material de guerra que suministró con alimentos, materias primas y minerales españoles que llegaban a Alemania a través de dos compañías creadas con tal fin y que tenían el monopolio del comercio hispanoalemán: la Compañía Hispano-Marroquí de Transportes (HISMA) con sede en el Protectorado español de Marruecos, y la ROWAK con sede en Berlín y bajo el control absoluto de Hermann Goering, que fue quien al parecer ideó todo el sistema de pago "en especie". La forma de devolver los créditos fue aumentar las exportaciones hacia Alemania e Italia, que sustituyeron a Francia y Gran Bretaña como los primeros clientes de España. Cuando acabó la guerra civil Alemania era el primer socio comercial de España.
Pero los sublevados también obtuvieron ayuda económica y financiera de empresas y hombres de negocios de Gran Bretaña, Francia y Estados Unidos. La compañía británica de las minas de Río Tinto en Huelva vendió el mineral al conglomerado alemán HISMA-ROWAK y las empresas norteamericanas y británicas Texaco y Shell vendieron a crédito petróleo a los sublevados durante toda la guerra. "Sin ese petróleo, la maquinaria de guerra del ejército de Franco no hubiera funcionado, pues Italia y Alemania, como España, dependían del petróleo angloamericano para sus suministros. Franco recibió 3 500 000 toneladas de petróleo a crédito, más del doble de las importaciones que consiguió la República, y además algunos de esos magnates del petróleo entorpecieron el comercio hacia la República y bloquearon los créditos a su sistema bancario". Asimismo los sublevados contaron con la ayuda financiera de españoles ricos como Juan March, que aportó 15 millones de libras esterlinas, o del exrey Alfonso XIII que donó 10 millones de dólares.

## Debate entre historiadores sobre la dimensión internacional de la guerra civil
Según Enrique Moradiellos, durante la propia guerra y después se fueron definiendo dos respuestas diferentes, una por cada bando, al papel que desempeñó en el desarrollo y el desenlace final de la guerra civil española la intervención extranjera. «Para la mayor parte de los protagonistas republicanos (como para una gran parte de historiadores pro-republicanos)… la decidida intervención alemana e italiana (y, en menor medida, portuguesa) en favor de los militares sublevados en España... adquirió una entidad inconmensurablemente mayor, en cantidad, en calidad y en oportunidad temporal, de la que caracterizó a la ayuda externa lograda por el gobierno republicano; y tuvo un impacto transcendente y crucial en la derrota militar absoluta del bando republicano y en la victoria sin condiciones lograda por sus enemigos».
La versión franquista, formulada durante la guerra y que «ha tenido notables pero decrecientes partidarios en el ámbito historiográfico», es antagónica a la versión republicana. Según aquella, la intervención de la Italia fascista y de la Alemania nazi (y del Portugal salazarista) «tanto en volumen como en calidad o en regularidad, no fue mayor, e incluso fue ligeramente inferior, a la que recibió la República de procedencia francesa, soviética, mexicana o checoslovaca; y su contribución al curso y desenlace de la guerra fue secundaria y en ningún caso vital dado que ambas ayudas externas se habían neutralizado mutuamente en virtud de su equiparación y práctica igualdad en todos los planos».

### ¿Cuál de los dos bandos recibió más ayudas del exterior (cualitativa y cuantitativamente)?
Ésta es una de las grandes polémicas sobre la historia de la guerra civil española. Así, mientras los historiadores más favorables al bando vencedor siempre han sostenido la tesis de que las ayudas en material de guerra y otros suministros fueron similares, «hoy se considera de forma indudable que, entre otras cosas, el material recibido por Franco, y las ayudas efectivas de alemanes e italianos, fueron mucho más adecuadas a los objetivos perseguidos que todo el aparato del material, los combatientes y los consejeros soviéticos en el bando contrario». Independientemente de las ayudas en hombres al bando sublevado que se materializaron en la Legión Cóndor alemana (unos 6000 hombres) y el Corpo di Truppe Volontarie italiano (un máximo de 40 000), más pequeños contingentes de combatientes portugueses e irlandeses, la entidad de la ayuda fue importante en cuanto a armamento: aviones [1359], carros de combate [260], artillería [1730 cañones], fusiles, en menor cantidad, y municiones para todo ello.
«En el caso gubernamental los combatientes extranjeros tuvieron una organización general que dio lugar a las Brigadas Internacionales (por las que pasaría también un total aproximado de 40 000 hombres)... El material de guerra que la República recibió fue esencialmente ruso, con algunas pequeñas partidas francesas, de artillería o aviones, y fusiles y munición mexicanos. El problema de la evaluación cuantitativa de esas entregas de armamento sigue en pie y la valoración de su utilidad también. (...) Es de todas formas un hecho evidente la superioridad aérea de los sublevados en escenarios y acciones fundamentales, como la guerra en el Norte o la batalla del Ebro, y su mayor eficacia artillera... En su conjunto, las aviaciones alemana e italiana fueron mucho más eficaces que la rusa. El contingente de asesores soviéticos seguramente no podía ser equiparado a los técnicos alemanes de la Legión Cóndor».
Julián Casanova afirma que en el bando franquista lucharon más de 100 000 extranjeros a lo largo de la guerra (78 000 italianos, 19 000 alemanes, 10 000 portugueses y más de mil voluntarios procedentes de otros países) a los que habría que sumar los 70 000 marroquíes que formaron en los Regulares del Ejército de África. En cambio en el bando republicano lucharon los 35 000 voluntarios de las Brigadas Internacionales, más 2000 militares soviéticos, de los cuales 600 eran asesores no combatientes. Así pues, concluye Casanova, «frente al mito del peligro comunista y revolucionario, lo que realmente llegó a España a través de una intervención militar abierta fue el fascismo». Y en cuanto al material bélico dice que el que «entró en la España republicana fue inferior al recibido por Franco y de peor calidad».
Enrique Moradiellos, por su parte, ha demostrado que en los primeros meses de la guerra la ayuda ítalo-germana al bando sublevado fue muy superior a la que recibió el bando republicano (por ejemplo, a principios de septiembre de 1936 Franco había recibido 141 aviones de combate procedentes de Alemania (73 aparatos) y de Italia (56 aparatos), mientras que la República había logrado importar 60 aparatos de diversa procedencia y en su mitad civiles y desarmados). Por tanto, en contra de lo sustentado por la historiografía franquista y revisionista, la llegada de la ayuda soviética a la República en octubre de 1936 (acompañada de la arribada de las Brigadas Internacionales) «no rompió un equilibrio masivamente sino que trató de establecerlo por primera vez». Los 55 aparatos soviéticos que llegaron a lo largo del mes de octubre «equilibraron» (relativamente) la situación aérea y «pusieron coto (por algún tiempo) al dominio indisputado del aire que habían disfrutado los franquistas gracias al volumen y calidad de la ayuda aeronáutica ítalo-germana». Pero la respuesta que dieron inmediatamente Italia y Alemania volvió a romper ese equilibrio precario, pues «superó con mucho, en cantidad sino en calidad (lo que también parece cierto), las remesas soviéticas». A partir del 6 de noviembre de 1936 Hitler comenzó a enviar al bando sublevado una unidad aérea completa (la Legión Cóndor) «que llegaría a contar con una fuerza regular de 140 aviones permanentes a los que asistían un batallón de 48 tanques y otro de 60 cañones antiaéreos, a la par que sus efectivos alcanzaban los 5600 hombres». Por su parte, Mussolini remitió a España a lo largo de todo el mes de diciembre de 1936 y hasta los primeros días de enero de 1937 un auténtico cuerpo de ejército expedicionario: el Corpo di Truppe Volontarie cuyo número llegaría a su cumbre máxima a mediados de febrero de 1937 con 48 823 efectivos (de la Milicia y del Ejército). En cuanto al material militar, a 1 de diciembre de 1936 Italia había remitido a Franco 118 aviones de combate militar, mientras que Alemania en esa misma fecha había remitido 162 aparatos.
Según Enrique Moradiellos, esta masiva intervención militar ítalo-germana en favor de Franco (completada por la medida diplomática del reconocimiento de iure, el 18 de noviembre de 1936), «marcó un verdadero punto de no retorno en la intervención extranjera en la guerra civil» ya que «volvió a romper de manera ya irreversible el precario equilibrio logrado tras la arribada de la ayuda militar soviética, dado que esa reactivación de los envíos ítalo-germanos adoptó un patrón de medida, proporción y regularidad que no pudo (y no quiso) ser compensado por las ulteriores remesas soviéticas». Stalin no quería arriesgarse a que un incremento notable de la intervención en España pudiera poner en riesgo la seguridad del régimen soviético y de sus expuestas fronteras europeas y asiáticas. Así pues, el desequilibrio se mantuvo como lo demuestra la notable diferencia de los aviones enviados a uno y otro bando por sus respectivos aliados. Según Gerald Howson, «los republicanos tuvieron disponible durante la guerra civil una fuerza aérea de combate efectiva de entre 950 y 1060 aparatos, de los cuales 676 (o como máximo 753) procedían de la Unión Soviética. En el mismo período, los nacionalistas dispusieron de una fuerza de combate aérea efectiva de 1429-1539 aparatos, de los cuales 1321-1431 procedían de Alemania e Italia». Así lo hacía constar a finales de enero de 1939 el representante británico ante la República en un informe confidencial para su gobierno: «La artillería estaba reducida a menos de doce cañones por división y éstos estaban desgastados por el uso constante. En aviación, la inferioridad del gobierno era aproximadamente de un avión por cada seis enemigos. No tenían siquiera suficientes ametralladoras».
El mismo desequilibrio se daba en cuanto al número de combatientes extranjeros. Mussolini había remitido a España para combatir con Franco (y sin carácter «voluntario» alguno) a 72 775 hombres (43 129 del Ejército y 29 646 de la Milicia) a los que había que sumar los 5699 hombres de la «Aviazione Legionaria», lo que da un resultado total de 78 474 combatientes italianos. Hitler por su parte envió unos 19 000 soldados, en rotación, «altamente especializados y entrenados», según Ángel Viñas, a los que habría que añadir los 700 voluntarios católicos irlandeses dirigidos por el general Eoin O'Duffy y los 10 000 «Viriatos» portugueses. En total: unos 108 000 hombres (descontando los 70 000 marroquíes que tomaron parte en la guerra como integrantes de las Tropas de Regulares Indígenas, difícilmente clasificables como «españoles» por motivos obvios). En cambio del lado republicano, solo se pueden contabilizar los dos mil asesores y tropas especiales soviéticas y los alrededor de 35 000 integrantes de las Brigadas Internacionales (nunca hubo más de 12 000/15 000 al mismo tiempo), lo que nos da un total de 37 000 combatientes, una cifra muy inferior (bastante menos de la mitad, exactamente) de los más de cien mil que luchaban del lado franquista, eso sin contar a los 70 000 marroquíes enrolados en los regulares.
En conclusión, según Moradiellos, «nunca fue verdadero el supuesto “equilibrio” de la ayuda militar extranjera recibida por ambos bandos (ni en momentos puntuales ni en su carácter global). Habida cuenta de ese hecho, lo que resulta todavía más llamativo y sorprendente (y así ha sido notado por múltiples testigos de la época y analistas posteriores) es la capacidad de resistencia militar ofrecida por la República a lo largo de casi tres años de guerra a la defensiva y en desventaja».

### ¿Fue decisiva en la derrota de la República la política de "no-intervención"?
Sobre este punto hoy existe cierto consenso entre la mayoría de los historiadores en considerar que la política de "no-intervención" perjudicó mucho más a la República que al bando rebelde, ya que la ayuda de la Unión Soviética a la República no pudo compensar la ayuda nazi y fascista a los sublevados y, además, estuvo condicionada a sus propios intereses. En opinión de Julio Aróstegui, es cierto que «no se concedieron los derechos de beligerancia a Franco en el curso de la guerra, pero a cambio de ello se negó el derecho a un gobierno legítimo como era el de la República a adquirir armas para enfrentar una sublevación». «La República perdió la guerra desde el momento en que en la escena internacional no se la dejó actuar como un país soberano y fue considerada por ciertas potencias como un peligro. La posición de Gran Bretaña es paradigmática y la actitud del conservadurismo británico [en el poder cuando estalla el conflicto español], no ya negando ayuda sino impidiéndola, se encuentra estrechamente relacionada con la derrota republicana».
Según Enrique Moradiellos, «sin el asfixiante embargo de armas impuesto por la política europea de No Intervención y la consecuente inhibición de las grandes potencias democráticas occidentales, con su gravoso efecto en la capacidad militar, situación material y fortaleza moral, es altamente improbable que la República hubiera sufrido un desplome interno y una derrota militar tan total, completa y sin paliativos». Así lo reconocía el agregado militar británico en España en un informe confidencial de finales de 1938 enviado a su gobierno:

Fuera cual fuera el propósito imparcial y benévolo del Acuerdo de No Intervención, sus repercusiones en el problema de abastecimiento de armas de las fuerzas republicanas han sido, para decir lo mínimo, funestas y sin duda muy distintas de lo que se pretendía. La ayuda material de Rusia, México y Checoslovaquia (a la República) nunca se ha equiparado en cantidad o calidad con la de Italia y Alemania (al general Franco). Otros países, con independencia de sus simpatías, se vieron refrenados por la actitud de Gran Bretaña. En esa situación, las armas que la República pudo comprar en otras partes han sido pocas, por vías dudosas y generalmente bajo cuerda. El material bélico así adquirido tuvo que ser pagado a precios altísimos y utilizado sin la ayuda de instructores cualificados en su funcionamiento. Tales medios de adquisición han dañado severamente los recursos financieros de los republicanos.

Por su parte, el presidente de la República Manuel Azaña, desde el exilio, consideró como el primer enemigo de la República a Gran Bretaña por su adhesión al embargo de armas prescrito por la política de No Intervención, por delante incluso de la intervención armada italo-germana. Esta misma apreciación la compartía desde el otro lado, el monárquico Pedro Sainz Rodríguez ministro de Educación del primer gobierno de Franco: «muchos españoles, desorientados por la propaganda anti-inglesa del régimen de Franco, creen de buena fe que conseguimos nuestra victoria exclusivamente por la ayuda italiana y alemana; yo tengo la convicción de que, si bien ésta contribuyó, la razón fundamental por la que ganamos la guerra fue la actitud diplomática de Inglaterra, que se opuso a una intervención en España». Así pues, según Enrique Moradiellos, «la inhibición de Francia respecto a la suerte de la República y el compromiso estrictamente neutralista de Gran Bretaña (para citar sólo a las dos grandes potencias democráticas occidentales)» fue «un factor de peso y determinante en el resultado de la guerra española».
Tras constatar las enormes dificultades que tuvo la República para adquirir armamento, siendo a menudo víctima de estafas por parte de comerciantes de armas y de gobiernos —como el de Polonia que les vendió a los republicanos «chatarra» a precios desorbitados—, Gerald Howson afirma que «parece evidente que el argumento según el cual la no intervención tuvo poca o ninguna repercusión en el resultado de la guerra es injustificable. Al contrario, su efecto en las filas republicanas fue devastador materialmente porque tuvo como resultado que consiguieran tan solo una pequeña fracción de lo que necesitaban para una guerra defensiva, por no hablar de la ofensiva, y moralmente porque puso a los republicanos desde el principio en la posición de derrotados potenciales. [...] Todos los gobiernos, con excepción del mexicano, que estuvieron involucrados de un modo u otro en la Guerra Civil española se comportaron de un modo vergonzoso...».

### ¿Fue decisiva en la victoria del general Franco la intervención de la Alemania nazi y la Italia fascista?
Los vencedores sostuvieron que la intervención italiana y alemana, cuando no la negaron, fue una respuesta posterior a la intervención soviética por lo que su papel en el triunfo de los nacionales sobre los rojos fue sólo relativa. Esta tesis franquista ha sido recuperada recientemente por el autor revisionista Pío Moa que en su libro Los mitos de la guerra civil, afirma:

Franco, en gran inferioridad material, había estado muy cerca de resolver la contienda en unos cuantos meses, y había estado también muy cerca de ser aniquilado finalmente. El resultado fue decisivo en otro sentido: la guerra se volvió inevitablemente larga, las columnas poco numerosas del principio cedieron el paso a una movilización masiva en la que cada bando llegó a reclutar más de un millón de soldados (más los rojos que los nacionales), la afluencia de material extranjero se hizo mucho más abundante y sostenida, y las Brigadas Internacionales fueron respondidas con la Legión Cóndor y los voluntarios italianos del CTV.
 Por el resto de la lucha, las intervenciones extranjeras se mantuvieron bastante parecidas, con desequilibrios parciales en uno u otro momento, nunca decisivos.

El historiador Julián Casanova defiende que la intervención alemana e italiana fue decisiva para la victoria de los militares sublevados contra la República, y para apoyar su tesis cita el comentario que le hizo Hitler a Galeazzo Ciano, ministro de Asuntos Exteriores italiano y yerno de Mussolini en septiembre de 1940, tres meses después de haber derrotado a Francia:

Italia y Alemania hicieron mucho por España en 1936... Sin la ayuda de ambos países no existiría Franco hoy.

La misma tesis es la que defiende el historiador británico Michael Alpert, quien afirma que «la abundancia de material de que dispuso el Generalísimo [Franco], sobre todo de aviación y de artillería de grandes calibres» que obtuvo de la ayuda italiana y alemana fue «la mayor causa de la derrota de la República». Y cita a continuación al general Rojo que en marzo de 1938, tras producirse el derrumbe del frente de Aragón escribía:

La verdadera causa de debilidad se halla en el estado de inferioridad de nuestros medios materiales y especialmente de la aviación...

Enrique Moradiellos también concede un carácter crucial a la ayuda ítalo-germana. «Sin la constante y sistemática ayuda militar, diplomática y financiera prestada por la Alemania de Hitler y la Italia de Mussolini, es harto difícil creer que el bando liderado por el general Franco hubiera podido obtener su rotunda victoria absoluta e incondicional. Para empezar, sin la oportuna ayuda nazi y fascista en la última semana de julio de 1936: ¿cómo se hubieran recuperado los insurgentes del trauma que supuso el inicial fracaso del golpe militar faccional (literalmente: a cargo de una facción del Ejército) en casi la mitad del país, incluyendo su capital y sus zonas más densamente pobladas e industriales?».
Moradiellos aporta dos testimonios para sustentar su tesis. El primero es un informe confidencial elaborado para su gobierno por el agregado militar británico en España a finales de 1938 en el que se decía: «Es casi superfluo recapitular las razones [de la victoria del general Franco]. Estas son, en primer lugar, la persistente superioridad material durante toda la guerra de las fuerzas nacionalistas en tierra y en el aire, y, en segundo lugar, la superior calidad de todos sus cuadros hasta hace nueve meses o posiblemente un año». El segundo es otro informe, esta vez el remitido a Berlín por el embajador alemán ante Franco Eberhard von Stohrer tras la ocupación de Cataluña en febrero de 1939: «la explicación de la decisiva victoria de Franco reside en la mejor moral de las tropas que luchan por la causa nacionalista, así como en su gran superioridad en el aire y en su mejor artillería y otro material de guerra».
El historiador militar José García Rodríguez, general de brigada (retirado) del Ejército del Aire, es categórico: «A falta del refuerzo incesante de los Gobiernos alemán e italiano, los rebeldes estaban perdidos. Así, el régimen de Franco se hubiera reducido a una intentona más y no más memorable que las anteriores en el proceso hacia la estabilización de la democracia. El factor internacional entró de hecho en juego y todo terminó en catástrofe».